# كلية طب الكندي (جامعة بغداد)
كلية طب الكندي هي كلية الطب الثانية في جامعة بغداد وواحدة من خمس كليات طبية في محافظة بغداد. تأسست في عام 1998 بجوار مستشفى الكندي التعليمي – ساحة النهضة، بغداد. وتمنح درجة بكالوريوس بالطب والجراحة العامة للطالب M.B.Ch.B. بعد الانتهاء من ست سنوات دراسية. تخرجت الدفعة الأولى للكلية عام 2005.
قامت الكلية بتبني برنامج تدريبي جديد يعتمد في الغالب على التكامل بين الفروع الأساسية والسريرية مع التأكيد على أن يكون الطالب المفصل الرئيسي في عملية التعلم، بعد الحصول على الموافقة على هذا المنهج التدريبي الأكاديمي من وزارة التعليم العالي والبحث العلمي وجامعة بغداد منذ العام الدراسي 2012-2013.

## تأسيس الكلية
تأسست الكلية بتاريخ 2 أبريل 1998 كإحدى كليات جامعة بغداد واستقبلت الدفعة الأولى من الطلبة للعام الدراسي 1999-2000 بعد أن هيأت المستلزمات الدراسية والعلمية والمباني الخاصة بالكلية كافة.
تمتد مدة الدراسة فيها ست سنوات للحصول على شهادة البكالوريوس في الطب وقد قُبِلَت أول دورة في العام الدراسي 1999- 2000 وكان عدد الطلبة المقبولين بالدورة الأولى (50) طالبًا وتهدف الكلية إلى تخريج أطباء متميزين لخدمة الوطن وتقديم أفضل الخدمات الصحية لأبناء الشعب ولهم القابلية على التطور الذاتي في اكتساب المعرفة والمهارات واكتساب القدرة على إجراء التجارب والبحوث العلمية في العلوم الطبية وفهم الآليات النفسية والاجتماعية والسلوكية وأهميتها في التشخيص وتدبير المرض واستقراء العلاقات السريرية من خلال إجراء الفحص السريري للاطفال والبالغين واكتساب المهارات السريرية اللازمة لتشخيص الحالات المرضية الشائعة والقدرة على تحمل المسؤولية لعلاج الحالات المرضية الحادة والمزمنة واكتساب المهارات اللازمة لإجراء الفحوص التشخيصية المختلفة وان يكونوا واعين لمسؤوليتهم ومدركين حدود إمكانياتهم دقيقين في عملهم كاسبين ثقة المريض ملبين لاحتياجاته وأن يكونوا متعاونين مع زملائهم ومرؤوسيهم.

## الجانب العلمي
فقد نظمت وشاركت الكلية في عدد من الدورات منها دورة الشؤون العلمية وتحسين الاداء اللغوي ودورة تدريبية حول تنفيذ بحوث النظم الصحية كما شاركت الكلية في المؤتمر القطري للمعلمين والمؤتمر القطري الجراحي في كلية الطب الجامعة المستنصرية وحضور التدريسيين محاضرة تطويرية وحضور ندوة مستجدات التعليم الطبي ودورة الكيمياء السريرية والهرمونات ودورة الحاسوب ونظمت الكلية ممارسة ميدانية لأساتذة ومدرسي الكلية في الوحدة الصحية في الراشدية وممارسة ميدانية للأساتذة والمدرسين في منطقة اليوسفية والمشاركة في دورة الحاسوب الإحصائي و دورة اللغة الإنجليزية واللغة العربية ونظمت الكلية مؤتمرین مؤتمر جراحة الثدي ومؤتمر الليزر وشاركت الكلية في مؤتمر علمي خارج قطر ضمن دول الخليج العربي كما عقدت في الكلية العديد من الندوات الطبية وكان اخرها ندوة حول المستجدات في الأمراض المنقولة جنسيا ومرض نقص المناعة المكتسبة الايدز وتوالت لقاءات عميد الكلية مع الطلبة للتعرف على مشاكلهم وحلها.

## الجانب التربوي
شُكِّلَت لجنة للإرشاد التربوي والالتزام بالزي الموحد ومكافحة ظاهرة التدخين والتبرج والغيابات والتعرف على مشاكل الطلبة وزيارة الاقسام الداخلية من قبل عميد الكلية والتعرف على احتياجاتهم.
تطبق الكلية التقويم الجامعي الموحد الخاص ببدء العام الدراسي والامتحانات وحتى بداية العام الثاني. أما بالنسبة لقبول الطلبة العراقيين والعرب في الكلية فهناك شروط يجب الالتزام بها عند التقديم وقد كان عدد الطلبة المقبولين للمرحلة الأولى للعام الدراسي 2020-2019 (256) طالبا كما استقبلت الكلية عدد من الطلبة لكافة المراحل المنقولين اليها من محافظات متعددة وفقا للشروط التي وضعتها الجامعة.

## النشاطات العلمية
تصدر عن الكلية مجلتين علميتين الأولى هي مجلة الكندي الطبية والتي تُنْشَر فيها البحوث العلمية والطبية لكافة الاختصاصات وتستقطب المجلة الباحثين من جميع كليات الطب في الجامعات العراقية لنشر بحوثهم ومقالاتهم وهي فصلية وهناك مجلة كندا الطبية التي تقوم بنشر المواضيع الطبية والثقافية والاجتماعية للاطباء من داخل وخارج الكلية ومن المساهمين وهي تعني بشؤون المجتمع من خلال التفاعل بين الكلية والمجتمع وتصدر كل شهرين في الوقت الحاضر.

## المستشفيات التعليمية الخاصة
المستشفيات التعليمية الخاصة بكلية طب الكندي / جامعة بغداد هي:
- مستشفى الكندي التعليمي
- مستشفى العلوية التعليمي للولادة
- مستشفى العلوية للاطفال
- مستشفى العلوم العصبية

تشغل كلية طب الكندي أربعة ابنية كبيره هي:
- مبنى المكتبة والوحدات الإدارية
- مبنى المختبرات العلمية والفروع الأساسية
- مبنى الفروع السريريه (الباطنية والجراحة والنسائية والأطفال)
- مبنى المكتب الاستشاري الطبي

## المختبرات الدراسية
هناك العديد من المختبرات منها مختبرات التشريح والأنسجة والاجنة ومختبرات الأحياء المجهرية والطفيليات والأمراض ومختبرات الفسلجة والفيزياء الطبية والدوائيات وجميع هذه المختبرات تقوم بتدريب الطلبة للمراحل كافة وقد زودت جميع المختبرات بكافة المستلزمات الطبية والأجهزة الحديثة وهي كالتالي:
- Anatomy Lab
- Histology Lab
- Microbiology Lab
- علم الطفيليات Lab
- Pathology Lab
- Physiology Lab
- Medical Physics Lab
- Pharmacology Lab
- Biochemistry Lab
- Biology Lab
- Computer Lab
- Skill Lab

## عمداء الكلية
| ت | الاسم                      | من        | إلى        |
| - | -------------------------- | --------- | ---------- |
| 1 | د. جواد حمود تويج          | 2/4/1998  | 31/7/1999  |
| 2 | د. صباح عبد الله العبيدي   | 1/8/1999  | 3/9/2001   |
| 3 | د. سعد صالح العاني         | 4/9/2001  | 7/3/2006   |
| 4 | د. صادق عباس المختار       | 8/3/2006  | 18/11/2006 |
| 5 | د. فارس عبد الكريم خزعل    | 5/9/2006  | 29/6/2011  |
| 6 | د. صادق عباس المختار       | 30/6/2011 | 2/9/2014   |
| 7 | د. محمد عبد المهدي القرطاس | 2/9/2014  | 4/11/2019  |
| 8 | د. محمد جلال حسين          | 5/11/2019 |            |

## اهداف الكلية
تخريج اطباء متميزين لخدمة الوطن وتقديم أفضل الخدمات الصحية لأبناء شعبنا العراقي العظيم ولهم القابلية على:
- تقييم التطور الذاتي في اكتساب المعرفة والمهارات.
- اكتساب القدرة على إجراء التجارب العلمية في العلوم الطبية الأساسية.
- فهم الاليات النفسية والاجتماعية والسلوكية واهميتها في التشخيص وتدبير المرض.
- قابلية الحصول على التاريخ المرضي بشكل مرضي واستقراء العلامات السريرية من خلال إجراء الفحص السريري للاطفال والبالغين.
- اكتساب المهارات السريرية اللازمة لتشخيص الحالات المرضية الشائعة.
- القدرة على تحمل المسؤولية تحت الاشراف لتدبير الحالات المرضية الحادة والمزمنة.
- اكتساب المهارات اللازمة لاجراء الفحوص التشخيصية المختلفة.
- أن يكون واعيا لمسؤوليته ومدركا حدود امكانيته دقيقا في عمله وموحيا بالثقة للمريض مستجيبا وحساسا لاحتياجات المريض وان يكون متعاونا مع زملائه ومرؤوسيه.

## فروع الكلية
تضم الكلية الفروع التالية:
- فرع التشريح
- فرع الاحياء المجهرية
- فرع الامراض
- فرع الفسلجة
- فرع الكيمياء الحياتية
- فرع الادوية
- فرع الجراحة
- فرع الباطنية
- فرع الأطفال
- فرع النسائية والتوليد
- فرع طب المجتمع

### فرع التشريح
يضم هذا الفرع ثلاثة شعب هي التشريح العياني والأنسجة والاجنة حيث يقوم الفرع بتدریس طلبة المرحلة الأولى والثانية ويوجد في الفرع متحف متكامل بالإضافة إلى مشرحة ووسائل متعددة لعرض النماذج التشريحية المختلفة والرقوق الشعاعية والشرائح الانسجة الجسم المختلفة يهدف الفرع إلى تزويد الطالب في المرحلة الأولى والثانية بكافة المعلومات النظرية والعملية لاجزاء الجسم المختلفة حيث يكون الطالب بعدها مهينا لدراسة أمراض الجسم المختلفة.

### فرع الأحياء المجهرية
ويتبع هذا الفرع شعبة الأحياء الطبية الذي يقوم بتدريس طلبة المرحلة الأولى مادة الاحياء الطبية ويظم هذا الفرع شعب أخرى كشعبة الأحياء المجهرية الذي يقوم بتدريس طلبة المرحلة الثالثة مادة البكتريا والفيروسات والفطريات والمناعة، وشعبة الطفيليات يقوم الفرع بتدريس هذه المواد إلى طلبة المرحلة الثالثة لكي يكون الطالب ملما بكافة المعلومات النظرية والعملية حول البكتريا المرضية والطفيليات وظروف انتشارها ومكافحتها ويوجد في الفرع ثلاثة مختبرات هي:
أولا: مختبر البايولوجي.
ثانيا: مختبر البكتريا.
ثالثا: مختبر الطفيليات.
وتتوفر في المختبرات كافة الاجهزة والمعدات ووسائل الإيضاح المختلفة لتحقيق هدف الفرع.

### فرع الامراض
يقوم هذا الفرع بتدريس مادة الامراض لطلبة المرحلة الثالثة ويتبع اليه الطب العدلي الذي يدرس في المرحلة الرابعة. ويقوم الفرع بتدريس كافة ما يخص علم الأمراض نظريا وعلميا حيث يوجد مختبر يوفر للطالب كافة شرائح الانسجة المرضية ونماذج عيانية لمقاطع أعضاء الجسم المرضية المختلفة وتتوفر فيه كافة الاجهزة والمعدات من مجاهر وشاشات لعرض الشرائح النسيجية يهدف الفرع إلى تزويد الطالب بكافة المعلومات عن التغيرات التي تصيب انسجة الجسم من الأمراض المختلفة.

### فرع الفسلجة
يقوم الفرع بتدريس مادة الفسلجة للمرحلة الأولى والثانية ويتبع اليه شعبة الفيزياء الطبية للمرحلة الأولى يقوم هذا الفرع بتدريس هذه المواد نظريا وعمليا وتوجد في الكلية مختبرين أحدهما الفيزياء الطبية ويضم اجهزة ومعدات مختلفة لاجراء التجارب ذات الصلة بالطب بالإضافة إلى اطلاع الطالب على الأجهزة الطبية المختلفة المستخدمة في المستشفيات کاجهزة الاشعة والرنين المغناطيسي والمفراس والليزر والثاني مختبر الفسلجة حيث يضم اجهزة متنوعة لاجراء كافة التجارب العلمية في هذا المجال. هدف الفرع هو تزويد الطالب بكافة المعلومات عن وظائف أعضاء الجسم المختلفة نظريا وعمليا بالإضافة إلى اطلاعة على عمل الأجهزة الطبية المستخدمة في معالجة المرضى.

### فرع الكيمياء الحياتية
يقوم هذا الفرع بتدریس موضوع الكيمياء الطبية للمرحلة الأولى وموضوع الكيمياء الحيائية الطبية للمرحلة الثانية. يهدف الفرع تخریج اطباء ملمين بمواضيع الاختصاصات الطبية الاساسية ومعرفة الأسباب الكيميائية والكيميائية الفسلجية للمرض.ويضم الفرع مختبر لاجراء التجارب في التحليلات الكيميائية لمكونات الدم والإدرار لاجراء الفحوص وتعريف الطلبة بتفاصيل العمل المختبري في الطب.

### فرع الادوية
يقدم الفرع الخدمات التالية للطلبة:
- تدريس طلبة المرحلة الثالثة بمادة الأدوية (نظري وعملي).
- تعزيز حركة البحث العلمي من خلال بحوث التدريسيين وبحوث مشتركة مع مؤسسات أخريا.
- اُسْتُكْمِلَ الملاك التدريسي والفني مع اعداد کادر ملتحق بالدراسات العليا.
- تطوير مختبر الدوائيات باستخدام طرق تكنولوجية حديثة.
- هنالك خطة مستقبلية لفتح دراسة الماجستير في الأدوية بالاعتماد على اساتذة من كلية طب بغداد.

يهدف الفرع إلى تدريس المباديء العامة في علم الأدوية بما في ذلك التاشيرات العلاجية والوقائية وتفاعل الدواء مع أنسجة الجسم والاثار الجانبية والسمية وكيفية استعمال الدواء وتطبيقه عمليا في المختبر. أن المادة العلمية التي يجب أن يتعرف عليها طالب الطب هي الأدوية التي يستخدمها طوال حياته العملية حيث تمكنه من كتابة وصفة نظامية خالية من الأضرار الجانبية وذلك من خلال دراستة عن مجاميع الأدوية أي التعرف عن دواء واحد لكل مجموعة بشكل وافي مع باقي الأدوية في كل المجموعات ومقارنتها مع الأدوية الرئيسية.

### فرع الجراحة
يقوم فرع الجراحة بتدريس مادة الجراحة وفروعها ابتداء من المرحلة الثالثه إلى المرحلة السادسة يهدف الفرع إلى تزويد الطالب بكافة المعلومات النظرية والسريرية التي تخص مادة الجراحة ويضم الفرع الشعب التالية:
- شعبة الجراحة العامة
- شعبة الكسور.
- شعبية العيون.
- شعبة الانف والاذن والحنجرة.
- شعبة جراحة الجملة العصبية:
- شعبة التخدير
- شعبة القلب والصدر والأوعية الدموية.
- شعبة الاشعه
- شعبة البولية
- شعبة تجميلية

تهيء الخريج من الطلبة بمعالجة الحالات الطارئة والمعلومات الأساسية والسريرية في الجراحة وفروعها وزيادة معلومات الخريجين على المستجدات العلمية في الجراحة.

### فرع الطب الباطني
يقدم هذا القرع تدريس الطب الباطني النظري والسريري للمراحل الثالثة والرابعة والخامسة والسادسة. والقيام باقامة ندوات ومحاضرات واجتماعات علمية وسريرية بالاشتراك مع مستشفى الكندي التعليمي. بالإضافة إلى المساهمة الفاعلة في أغاء مجلة طب الكندي العلمية ومجلة كندة الصحية العامة بالبحوث والمقالات المختلفة والمساهمة بالبحوث العلمية المختلفة ونشر معضمها بمجلات علمية رصينة معتمدة للترقيات العلمية داخل وخارج القطر. توجد في فرع الطب مكتبة علمية تحوي على كتب ونشرات واقراص مدمجة لمختلف المواضيع الطبية الحديثة. يساهم الفرع في الاشراف التربوي على طلبة المراحل المختلفة في كليتنا من خلال المحاضرات والتوجيهات والاتصال الشخصي مع الطلبة لحل المشاكل المختلفة ان وجدت. وترتبط بفرع الطب شعب الطب الباطني والعصبية والأمراض الجلدية وامراض المفاصل والتاهيل الطبي والامراض النفسية أهداف الفرع:
- الارتقاء بالمستوى العلمي لطلبة كلية طب الكندي وتخریج اطباء أكفاء يواكبون التطور العلمي في مجال الطب والبحث في الدول المتقدمة.
- فتح دراسات عليا في كلية طب الكندي في فروع الطب الباطني.
- الاتصال بمراکز علمية مختلفة داخل وخارج القطر لتبادل الخبرات العلمية والتطور الحاصل في مختلف مجالات الطب.

### فرع طب الأطفال
يقوم الفرع بتعليم الطلبة مبادئ واساسيات علم طب الأطفال وتطوير المهارات النظرية والسريرية للطلبة ليكونوا على دراية كافية مستقبلا بمعالجة أمراض الأطفال كما يقوم بتعليم الطلبة المبادئ العامة واليات إجراء البحوث الطبية المتعلقة بامراض الأطفال وان واجبات الفرع هي التدريس السريري والنظري لطلبة المرحلة الخامسة والسادسة والمشاركة في الامتحانات السريرية لبقية كليات الطب واجراء البحوث الطبية فيما يتعلق بامراض الأطفال وتقديم الخدمات الصحية للمواطنين من خلال استشارية مستشفى الكندي التعليمي والمشاركة في المؤتمرات العلمية والتنسيق مع بقية كليات الطب فيما يتعلق بالبحوث الطبية والتدريب السريري للطلبة.

### فرع النسائية والتوليد
يقوم بتدريس طلبة المراحل الرابعة والخامسة والسادسة بمادة طب وجراحة الأمراض النسائية والتوليد حيث تدرس مادة التوليد في المرحلة الرابعة بواقع (60) ساعة للمحاضرات النظرية ومن خلالها تُغَطَّى المواد الأساسية لطب التوليد. كذلك يدرب طلبة المرحلة الرابعة في مستشفي العلوية التعليمي للولادة تدريبا سريريا لمادة التوليد وبواقع (80) ساعة لكل مجموعة. ثم يجري امتحان سريري بعدها لتقيم المعلومات والكفاءات المكتسبة اثناء التدريب السريري. ويدرس طلبة المرحلة الخامسة مادة الامراض النسائية وبواقع (60) ساعة للمحاضرات النظرية حيث تغطى فيها اغلب المواضيع الأساسية لمادة النسائية. كذلك يقوم الفرع بتدريب طلاب المرحلة نفسها في العيادة الخارجية للمستشفى المذكور اعلاه وتشمل العيادات الخارجية للامراض النسائية والتوليد ورعاية الحوامل وعلاج العقم. اما طلبة المرحلة السادسة يلقون تدريب في المستشفى المذكور في الردهات وحالات الولادة والعمليات وردهات صحة المرأة والفحص المبكر لسرطان عنق الرحم وبواقع (10) اسابيع. اهداف الفرع هي تزويد وتدريب الطلبة بالمعلومات الأساسية لمادة طب وجراحة النسائية والتوليد وامراض العقم نظريا وعمليا. وينوي الفرع فتح وحدة علاج العقم واطفال الانابيب والاخصاب الخارجي وفتح دراسات عليا في الاختصاصات المذكوره اعلاه.

### فرع طب المجتمع
يعني بتدريس مادة طب المجتمع للمرحلتين الدراسيتين الثالثة والرابعة لكلية طب الكندي، وان منهاج المادة يضمن المواضيع التالية وحسب المرحلة الدراسية.
المرحلة الرابعة: يضمن منهج مادة طب المجتمع المواضيع التالية:
- الوبائیت: عرف علم الوبائيات بانه دراسة توزع الاحداث أو الاحوال المتعلقة بالصحة ومحدداتها في جمهرة سكانية نوعية وتطبيق هذه الدراسة لمكافحة المشاكل الصحية، أي ان الوبائيين لا يهتمون بالموت والمرض والتعوق فحسب بل يهتمون أيضا بالحالة الصحية الأفضل وبوسائل تحسين الصحة. وعليه فان هذه المادة العلمية تهدف إلى تعريف الطالب على هذا العلم اولا وعلى استخداماته في حقل الصحة العومية بطرق عديدة.
- الامراض الانتقالية: أن الهدف من تدريس مادة الامراض الانتقالية في تكوين فكرة لدى الطالب عن معنى السيطرة على الامراض الانتقالية اولا وايصال المادة العلمية المنتشرة وبشكل مفيد بحيث يكون ملم بالامراض الانتقالية من كل الجوانب.
- الرعاية الصحية الأولية وصحة الأم والطفل: تهدف هذه المادة العلمية إلى تعريف الطالب بالبرامج المتبعة في وزارة الصحة والمراكز الصحية وعدم الافراط في استعمال الأدوية وكيفية الوقاية من الأمراض المعدية حيث أن معظم عمل طبيب التدرج والطبيب الدوري (في العيادة الخارجية) يدخل ضمن هذا البرنامج.
- الأمراض الغير الانتقالية: أما فيما يخص الأمراض الغير انتقالية فان اهداف هذا العلم هو تعريف الطالب على طبيعة هذه الأمراض وحصيلتها في الأفراد والمجموعات حيث يمكن أن تنسب اسباب بعض الأمراض إلى العوامل الوراثية غير انها تكون في حالات أكثر شيوعا نتيجة لتاثير العوامل الوراثية والبيئية. وفي هذا السياق يجري توسيع مفهوم البيئة لتشمل بشكل عام أي من العوامل البيولوجية أو الكيمياوية أو الفيزياوية أو النفسية أو العوامل الأخرى التي يمكن أن تؤثر على الصحة وفي هذا الصدد يتميز السلوك ونمط الحياة الاهمية الكبيرة ويزداد استخدام علم الوبائيات لدراسة تاثيرهما ودراسة التدخل الوقائي من خلال تعزيز الصحة.
- الطب البيني والطب المهني: اما فيما يخص المجالات الاختصاصية كالوبائيات المهنية والبيئية فان اهداف دراسة هذه المجالات هي تعريف الطالب على دراسات خاصة لمجموعات سكانية تنتمي إلى أنماط محدودة من التعرض لبيني وطرق الوقاية منها وعلاجها.
- الإدارة الصحية: أن أهداف تدريس الإدارة الصحية هي اعطاء فكرة عامة حول ادراة المستشفيات والنظم الصحية والتخطيط لانشاء برامج صحيحة وماهية تحقيق اهداف هذه البرامج وتقييم ادائها ومردودها على صحة المجتمع

المرحلة الثالثة: يتضمن منهاج مادة طب المجتمع للمرحلة الثالثة المواضيع التالية:
- الإحصاء الطبي الحيائي: أن الهدف من تدريس مادة الإحصاء الطبي لطلبة كلية طب الكندي هو لما لهذه المادة من اهمية كبيرة وادة مهمة جدا في علم الوبائيات. حيث أن علم الإحصاء هو علم تلخيص وتحليل المعطيات الخاضعة للتبدلات العشوائية حيث انه يسهم في دراسة الحالات الصحية للمجتمع وتحليل المشاكل الصحية من جهة وتخطيط وتقييم الخدمات الصحية من جهة أخرى إضافة إلى تحديد حاجة المجتمع للخدمات الصحية مستقبلا واجراء البحوث لتقدير حاجة البلد إلى هذه الخدمات بشكلها الأمثل. تهدف هذه المادة العلمية إلى تعريف الطالب على المبادي الأساسية لعلم التغذية وكيفية استخدام هذا العلم.
- مادة التغذية: تهدف هذه المادة إلى تعريف الطالب على المبادي الاساسية لعلم التغذية وكيفية استخدام هذا العلم كطرق وقائية وعلاجية في نفس الوقت.

## وحدة المكتبة ومجانية التعليم
تزامن تأسيس المكتبة مع تأسيس الكلية عام 1998 وتقع بنايتها الحالية ضمن بناية الفروع العلمية السريرية بمساحة تقدر ب (283 م) موزعة كالاتي: قاعة للمطالعة وتضم 6 طاولة مطالعة مع 61 كرسي و16 حاسبة موزعة على طاولات المطالعة للاستخدام العام للطلبة. وقاعة تحتوي المجموعة العلمية من كتب ورسائل جامعية ومراجع بالإضافة إلى وحدة مخازن المجانية الملحقة بالمكتبة ووحدة الدوريات المتاحة في رفوف مفتوحة ضمن قاعة المطالعة.
مجموعة المكتبة
تضم المكتبة مجموعة من مصادر المعلومات المتنوعة وفق مايلي:
اولا: المصادر التقليدية وهي:
- الكتب الاجنبية ويبلغ عددها 3093
- الرسائل الجامعية المنجزة في الكلية 22
- المجلات العلمية 642
- المراجع العلمية وتشمل الاطالس، القواميس، الموسوعات... الخ 400
- الكتب العربية بمجالات ثقافية متنوعة 258

ثانيا: المصادر الالكترونية وتشتمل على:
- الأقراص الليزرية بالموضوعات الطبية المختلفة وعددها 896
- قواعد بيانات طبية Medline مخزنة على اقراص منذ عام 1966 ولغاية 2001 ويبلغ عددها 39 قرص.
- الدوريات والكتب المتاحة في برنامج HINARI عبر الانترنيت من خلال كلمة مرور خاصة بالمكتبة واشتراك خاص.

خدمات المكتبة
تقدم المكتبة نوعان من الخدمات مباشرة وغير مباشرة وكما يلي:
اولا: الخدمات الفنية (غير المباشرة) وهي التي تجري دون الاتصال المباشر بالقراء الا انهم يلمسون نتائجها وتتمثل ب:
- خدمة التزويد والاقتناء لمصادر المعلومات الطبية
- خدمة الاعداد الفني وتشمل عمليات التسجيل والفهرسة والتصنيف لمصادر العلومات وفق احدث النظم العالمية اذ تستخدم المكتبة نظام التصنيف الطبي الصادر عن المكتبة الوطنية للطب في الولايات المتحدة الأمريكية National Library of Medicine بطبعته الاخيرة الصادرة عام 2013 والذي يعد نظام عالمي الاستخدام ومتخصص. فضلا عن خدمات اعداد البطاقات لاعارة الكتب وطباعة الليبلات الخاصة بكل مادة (كتاب، مجلة، مرجع …) يحمل رقم الطلب لتلك المادة.
- بناء قواعد بيانات لمجموعة المكتبة والاستمرار بادخال المقتنيات الحديثة اولا باول مثل قاعدة بيانات الكتب، الرسائل الجامعية وغير ذلك.

ثانيا: خدمات المعلومات (الخدمات المباشرة) متمثلة ب:
- خدمة الإعارة لمصادر المعلومات المختلفة.
- الخدمة المرجعية وذلك بارشادر القراء والإجابة عن تسألاتهم البحثية وتوجيههم نحو مصادر المعلومات المناسبة.
- خدمة البث الانتقائي للمعلومات من خلال استمارة خاصة بالمكتبة لكل باحث تضم احتياجاته البحثية ليُزَوَّد بها عبر البريد الإلكتروني.
- خدمة البحث بالشبكة الدولية للمعلومات (الانترنيت) من خلال الواي فاي أو حاسبات مرتبطة ارتباط مباشر مهيئة لاستخدام الباحثين
- خدمة الاستنساخ (الورقي أو للاقراص المتاحة في المكتبة)
- خدمة البحث ببرنامج هيناري HINARI للحصول على النصوص الكاملة للبحوث والكتب الالكترونية.
- تزويد الباحثين بقوائم ببلوغرافية بما تظمه المكتبة حول موضوع ما حسب الحاجة
- إصدار قائمة بالمستخلصات للرسائل الجامعية المنجزة في الكلية وتحديثها سنويا.

## وحدة النشاط الرياضي والفني
أنشئت الوحدة في الفترة 2003-2004 وظيفة الوحدة هي التدريب على النشاط الرياضي وإدارة البطولة الداخلية الصغيرة بين رياضيي الصفوف الدراسية الستة في الالعاب الرياضية مثل لعبة كرة المنضدة وخمسة لاعبين لفريق كرة القدم وكرة السلة والتنس والمشاركة بمباريات ودية مع الكليات الأخرى. وبعد تأسيس الملاعب الرياضية بدأنا بالتدريب على الألعاب المؤجلة، وفي جانب آخر تعمل الوحدة لإنشاء الفريق الرياضي للمساهمة في الأنشطة التي تعقدها الجامعة في الفصل الدراسي، وتعتبر وحدة وتعتمد هذه الوحدة في عملها على أرض الملعب والصالة الرياضية، وقد جُمِعَ بين وحدة النشاط الرياضي ووحدة الفن منذ عام 2009-2010 من قبل وزارة التعليم العالي.

## وحدة ضمان الجودة والأداء الجامعي
هو نشاط مخطط لعملية المراجعة المنهجية لمؤسسة التعليمية أو برنامج لتحديد ما إذا كانت المعايير المستخدمة لذلك سواء قي التعليم أو البعثات الدراسية اوالبنية التحتية قد تمت تلبيتها وتعزيزها وضمان حصول الطلاب على فرص التعلم بجودة مقبولة تأسست الوحدة في كلية طب الكندي منذ عام 2009، ومنذ ذلك الحين كانت الوحدة مسؤولة عن تنفيذ المعايير التي وضعتها وزارة التعليم العالي والبحث العلمي بالتعاون مع وزارة الصحة، من خلال الرصد والتقييم المتناقض لعملية التدريس. 
رؤية الوحدة هي ضمان التميز في أدوات ضمان الجودة في التعليم العالي ورسالتها هي تنسيق وتقييم جودة التعليم / عملية التعلم البحثي وخدمات الدعم الرامية إلى تحقيق أهداف الكلية.

## صور من الكلية

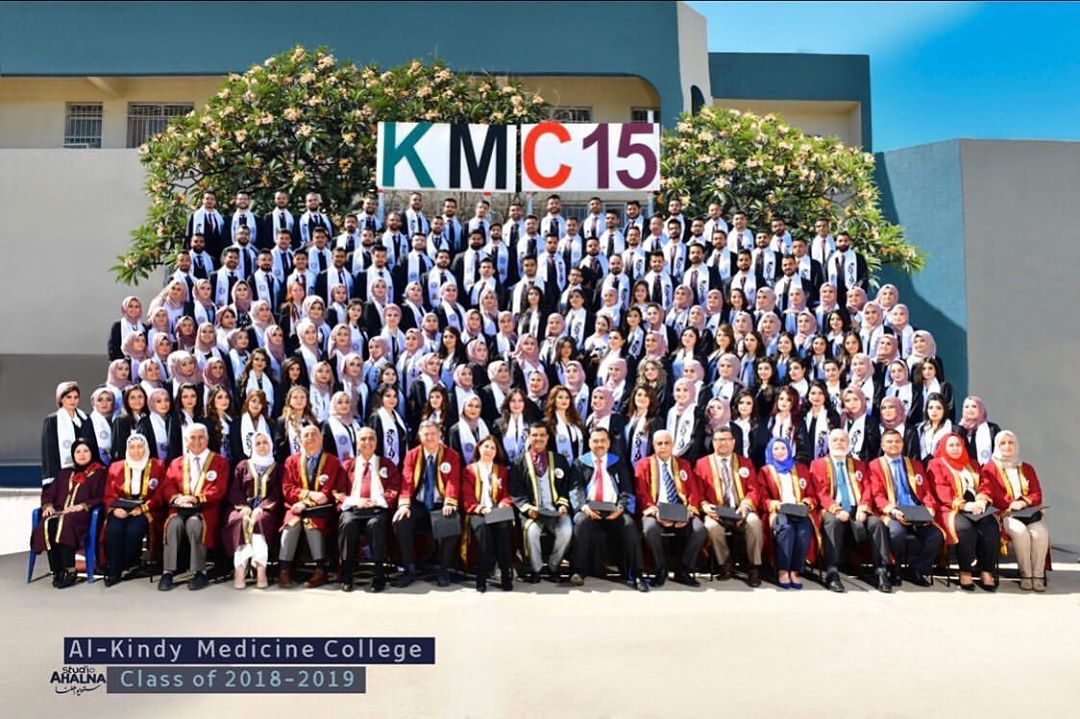
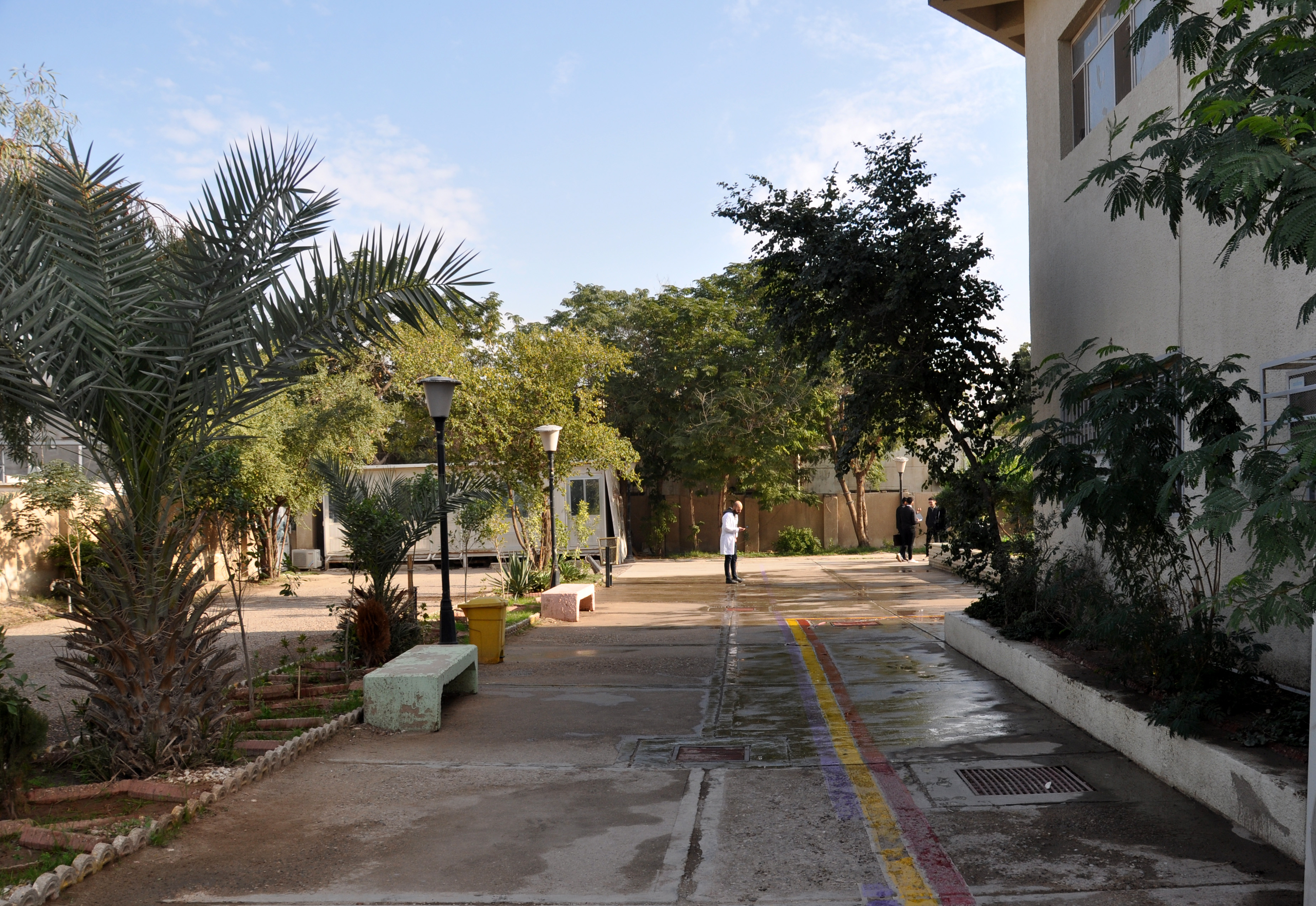
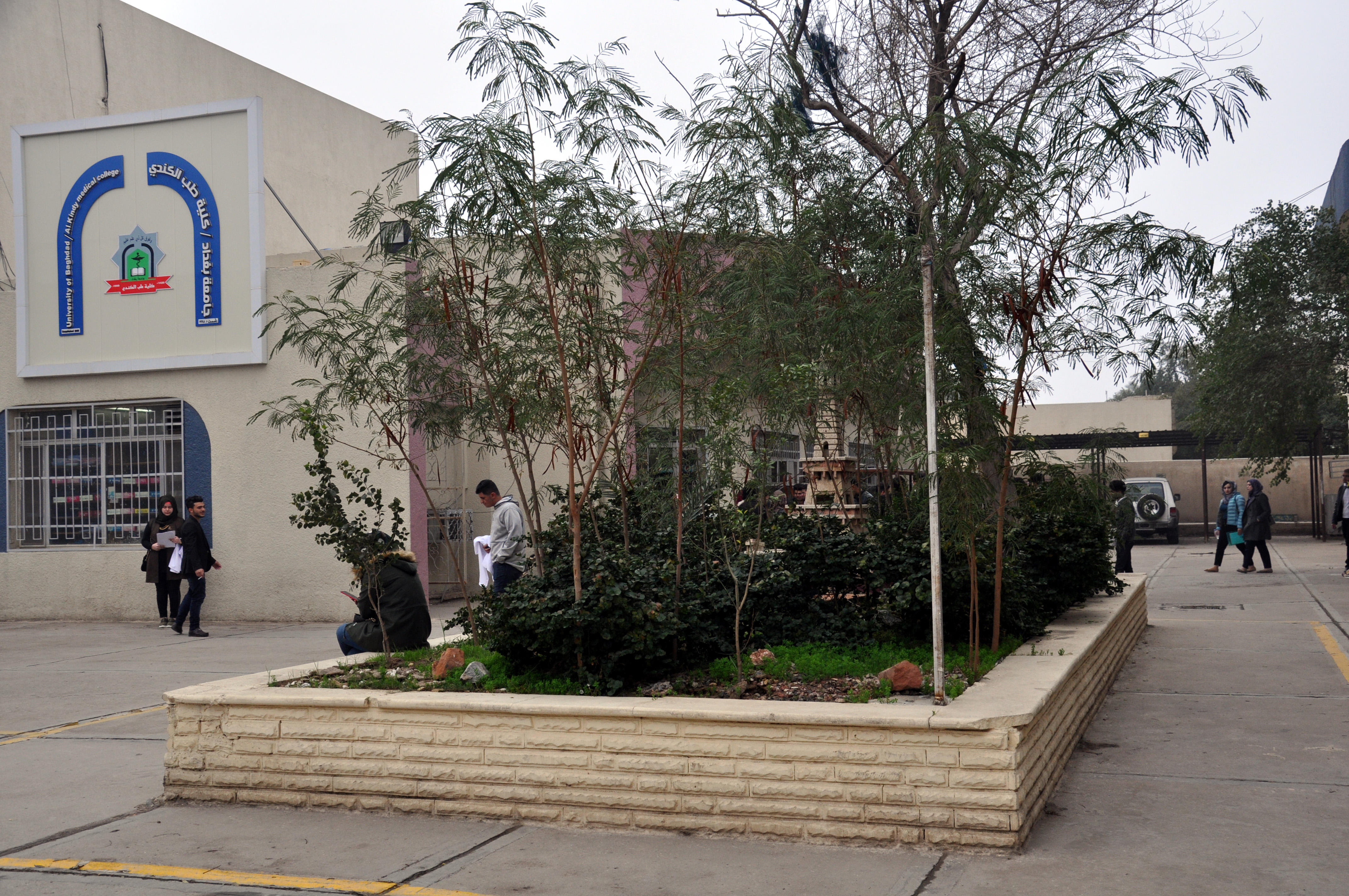
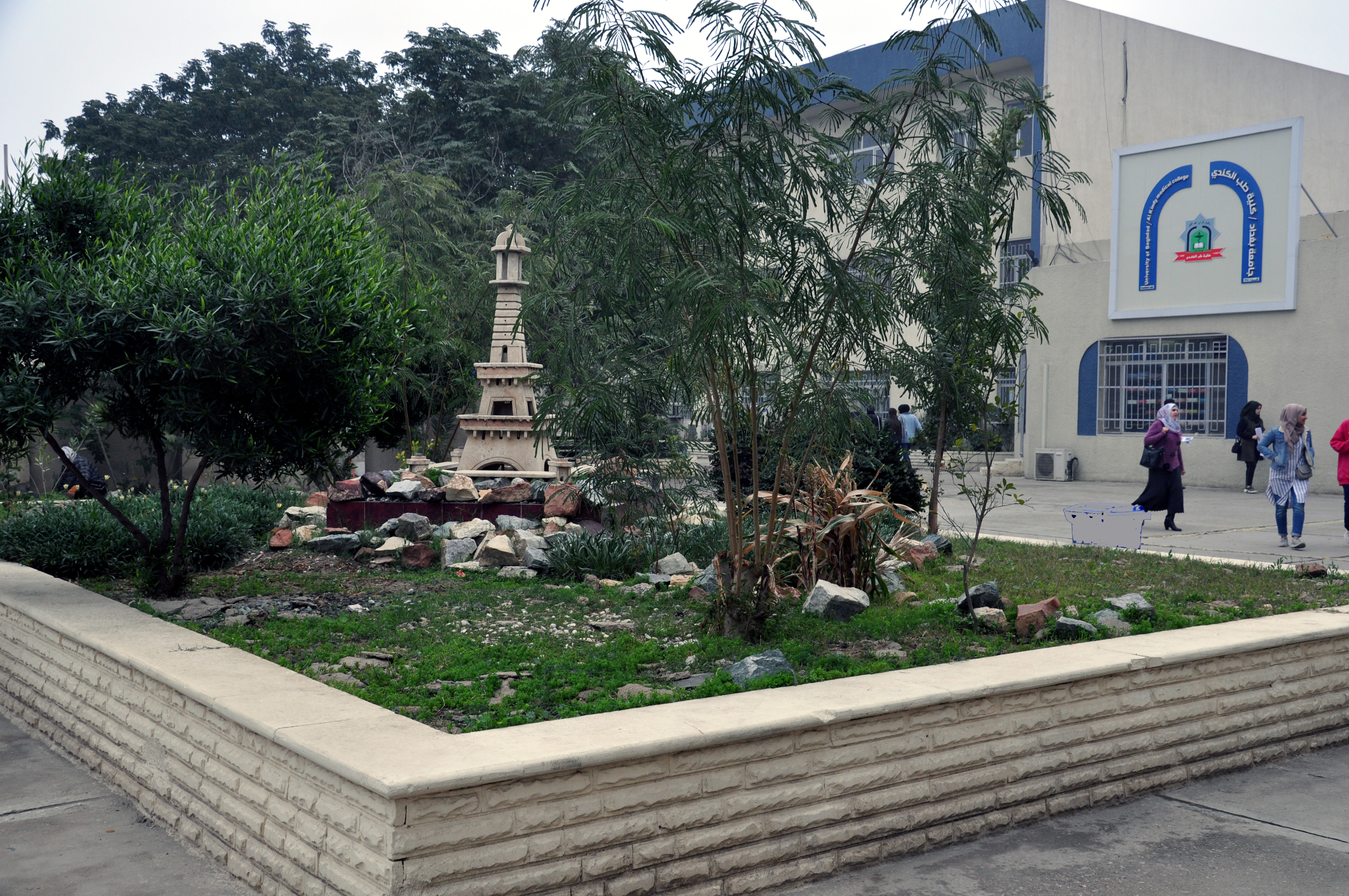
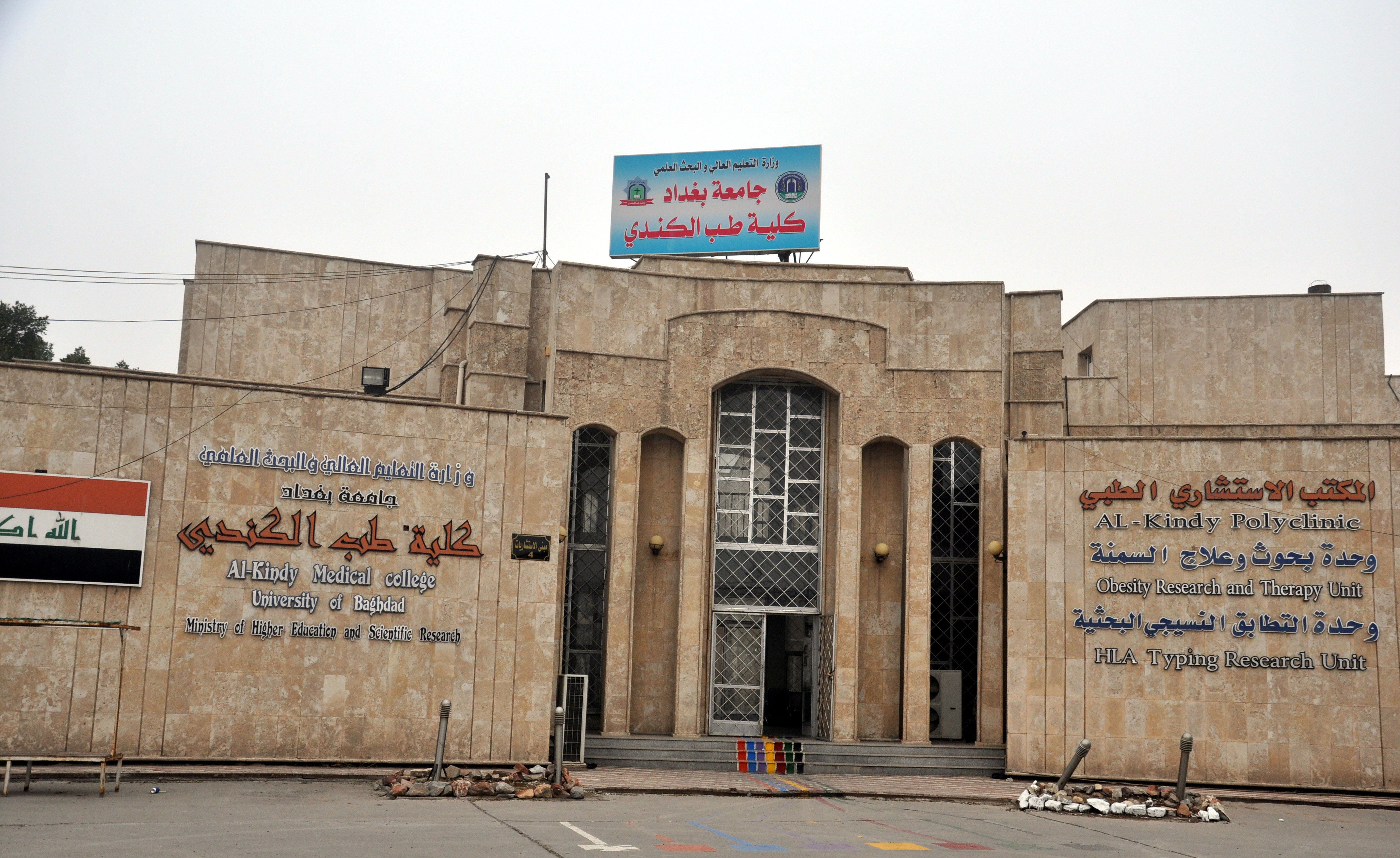
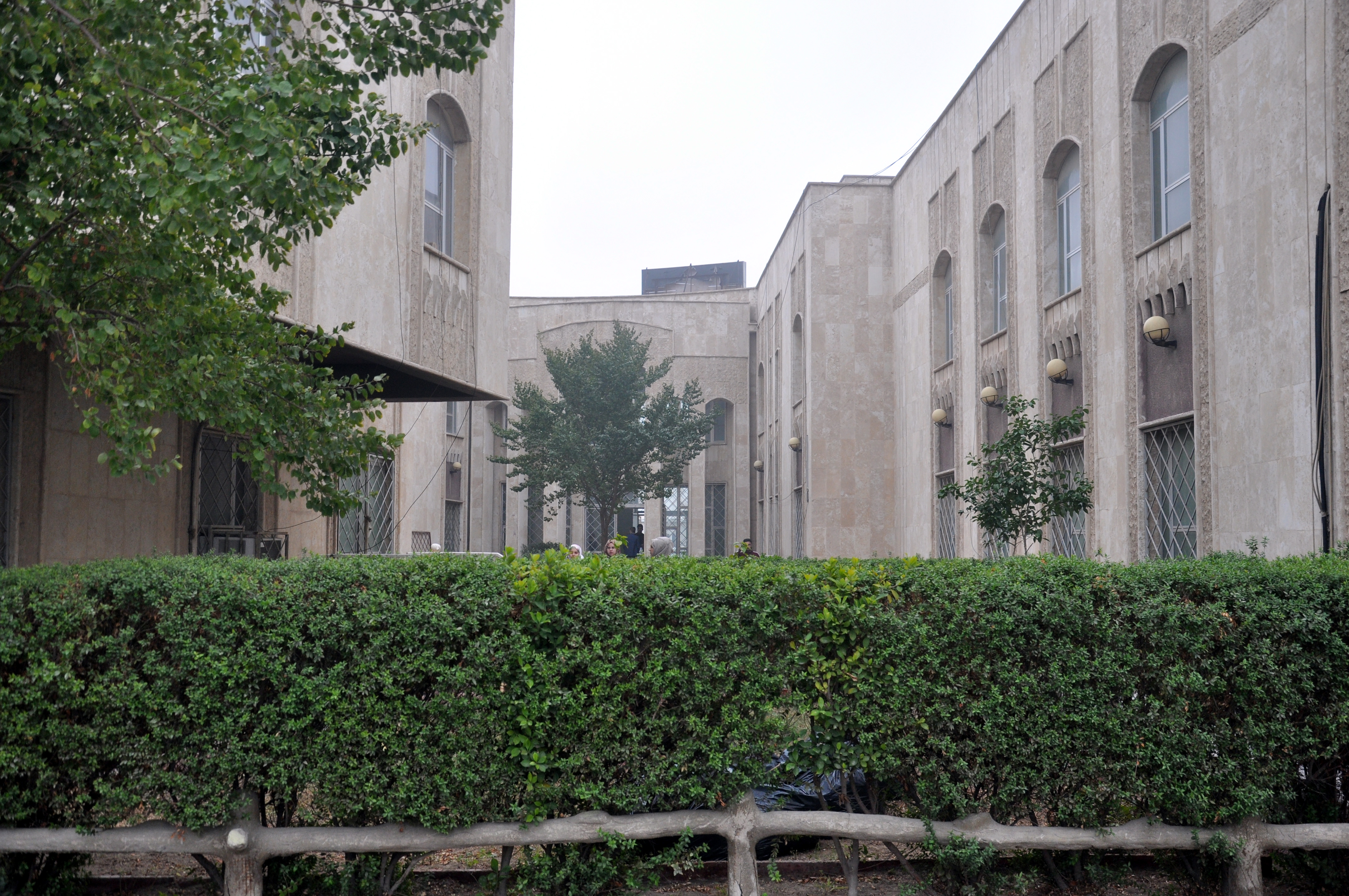
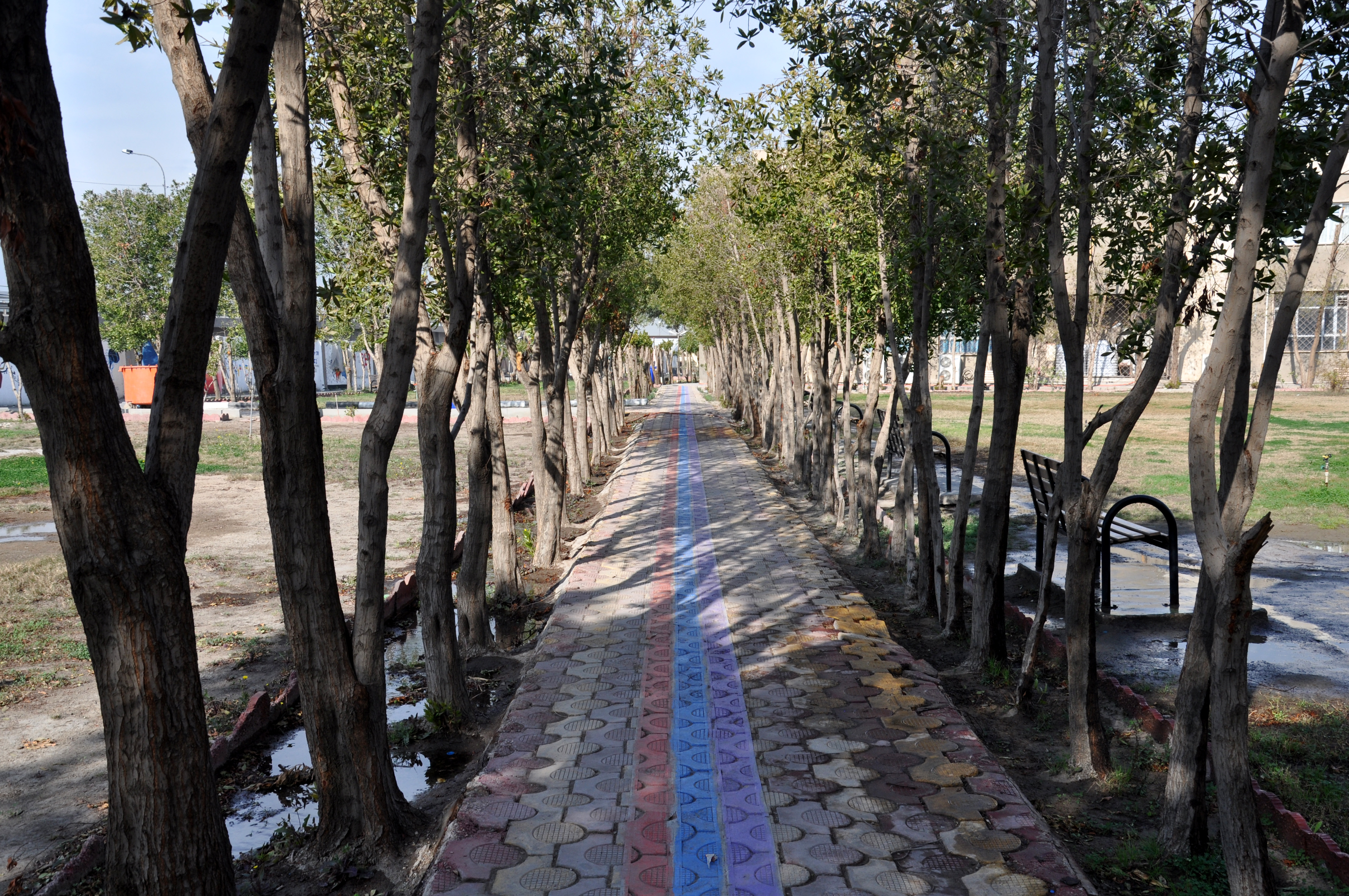
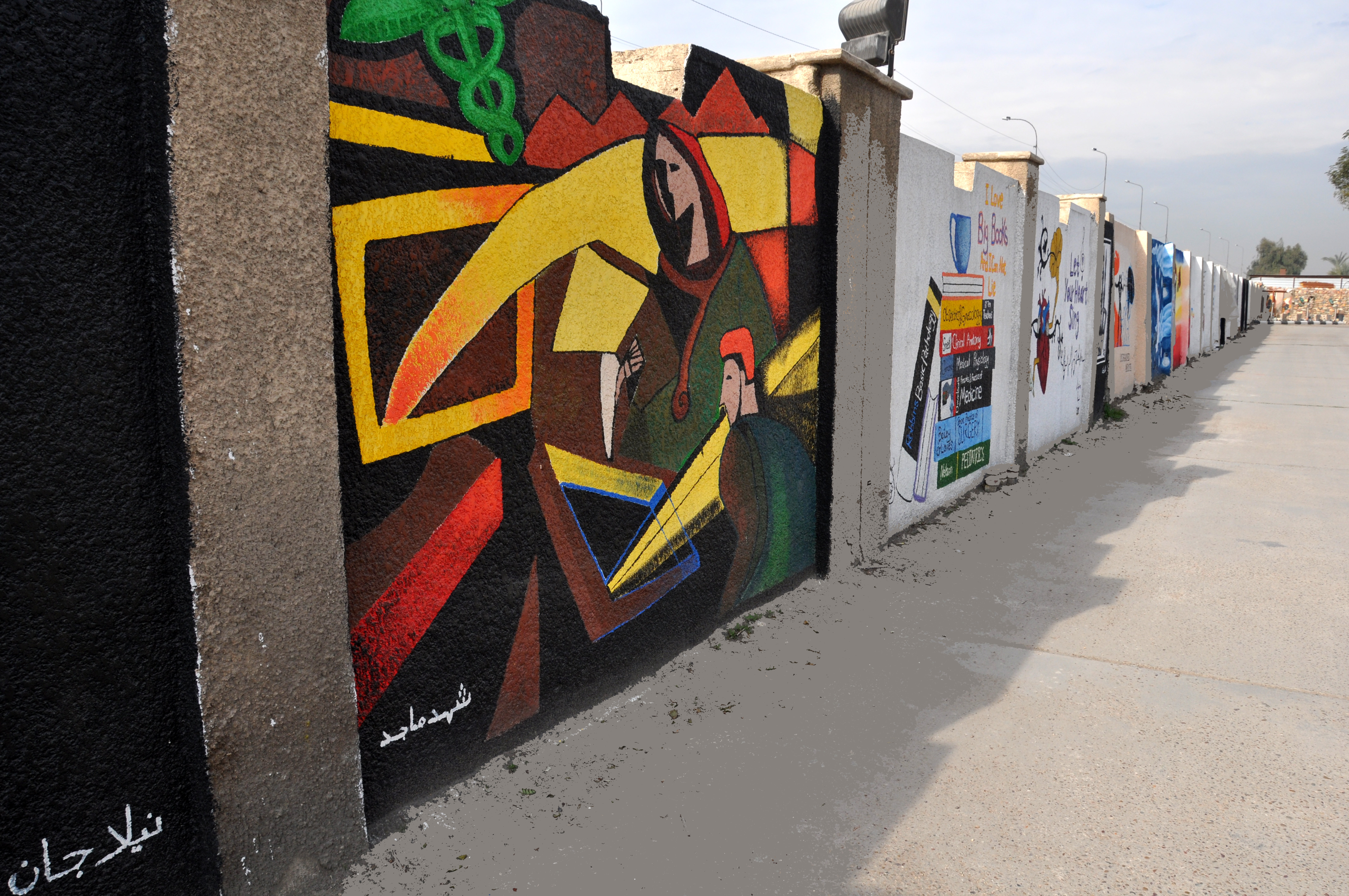
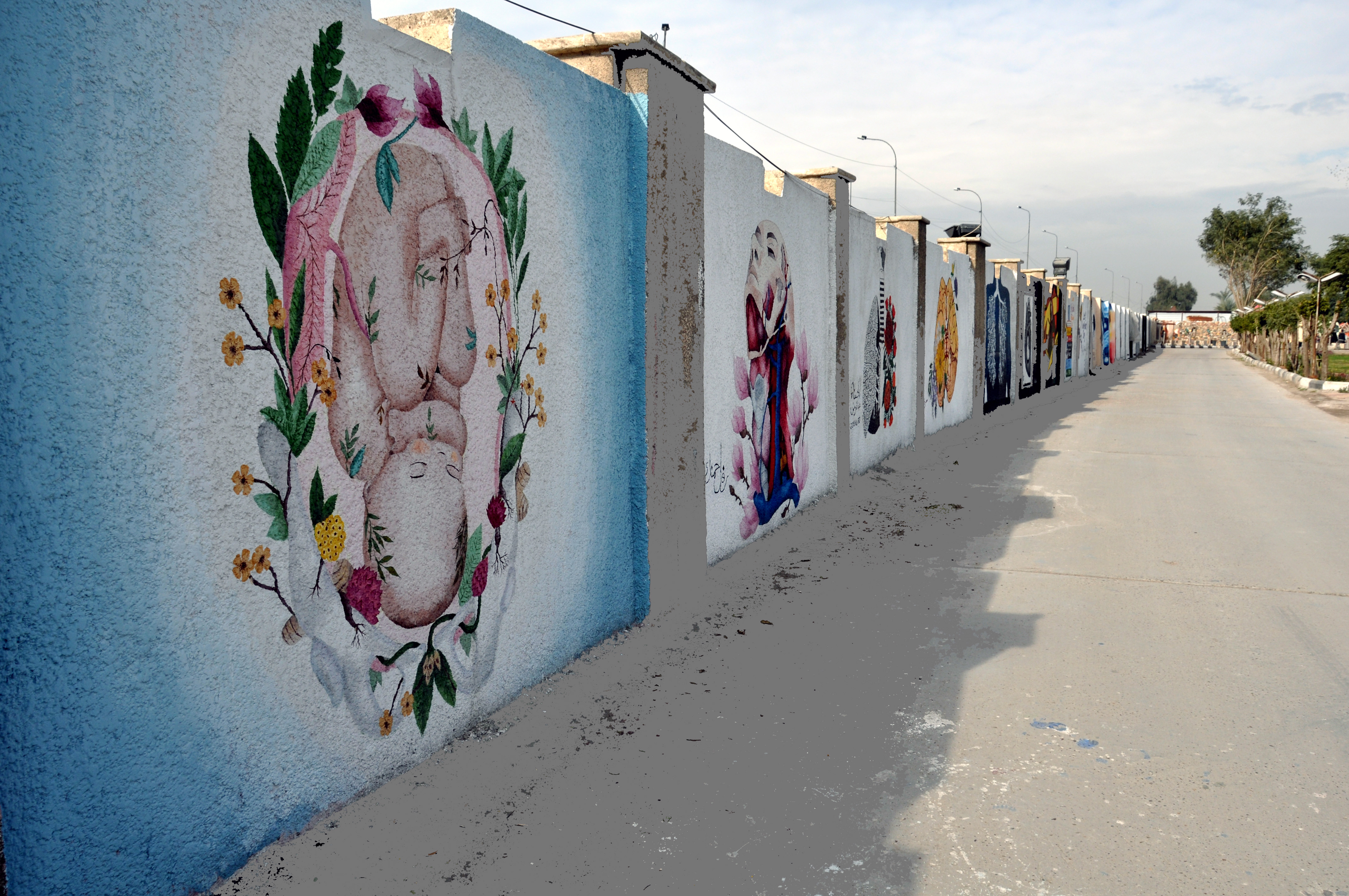
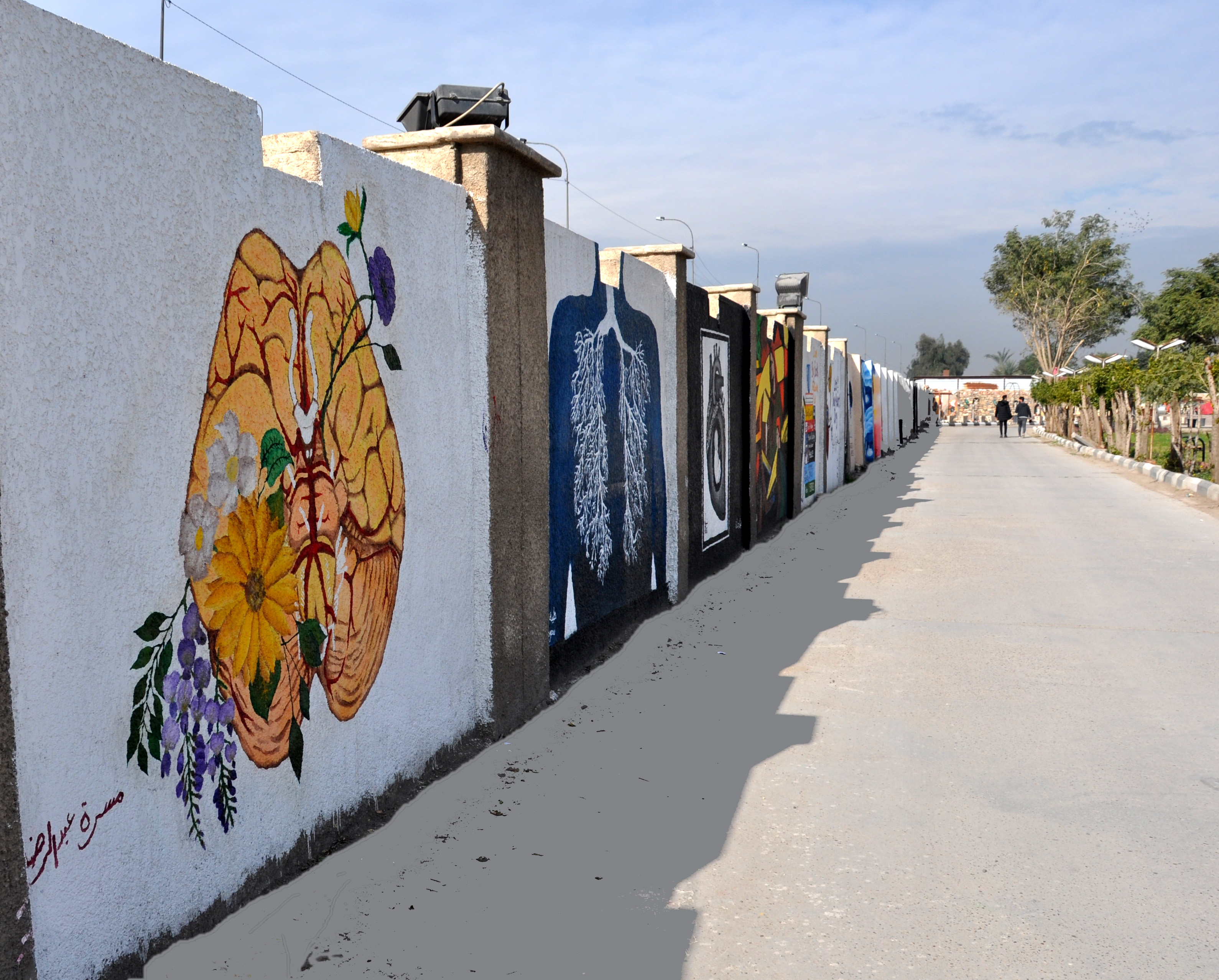
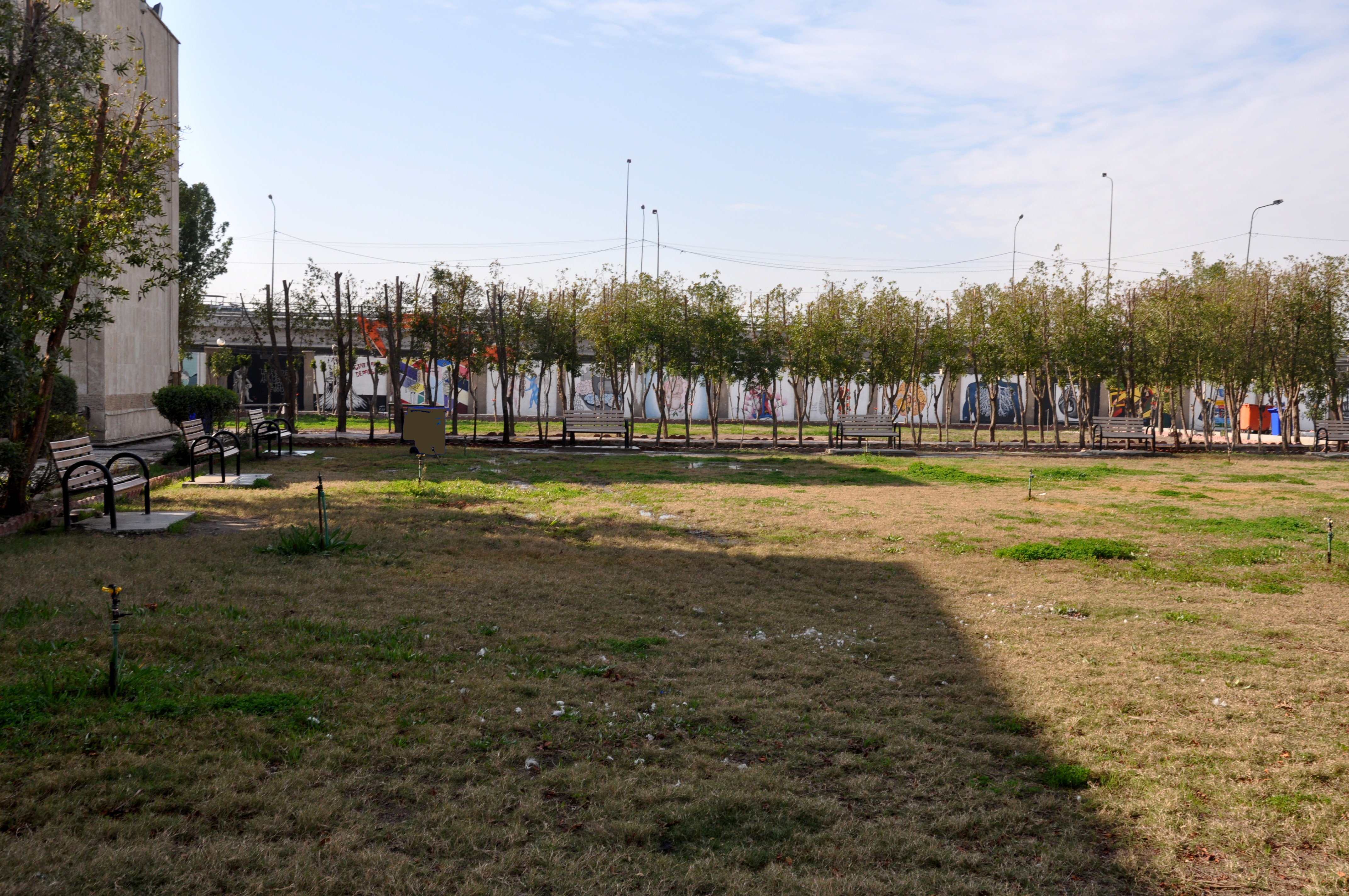
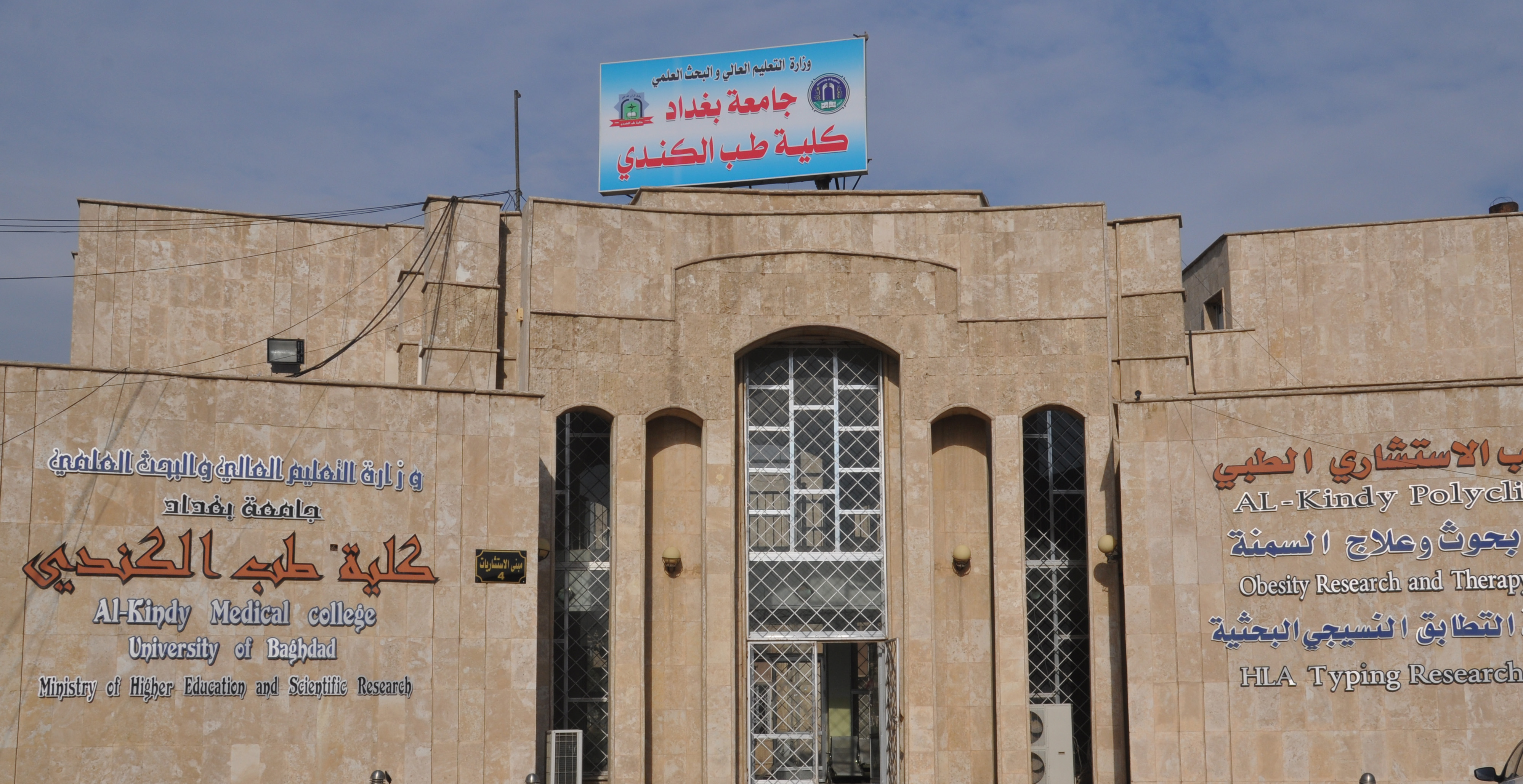
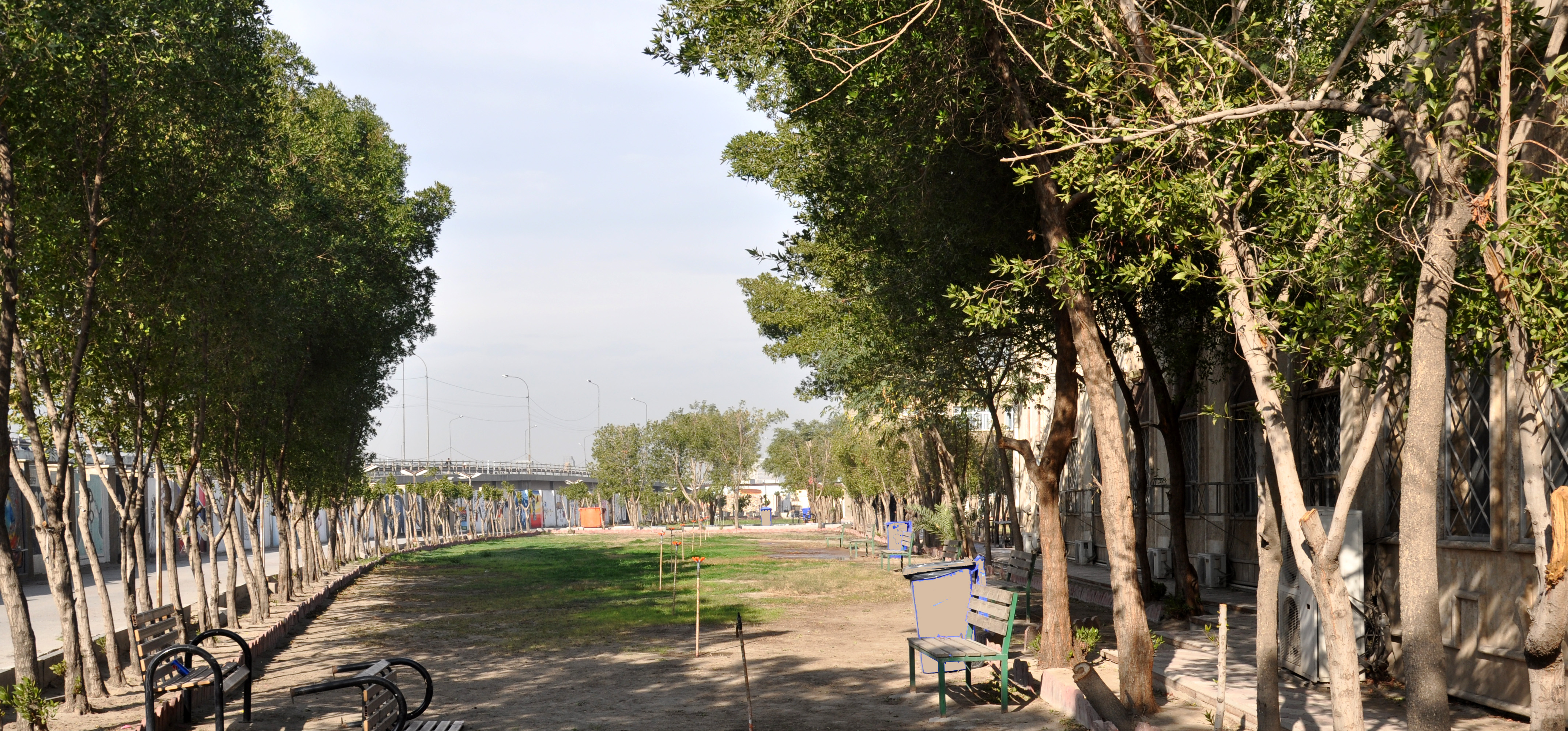
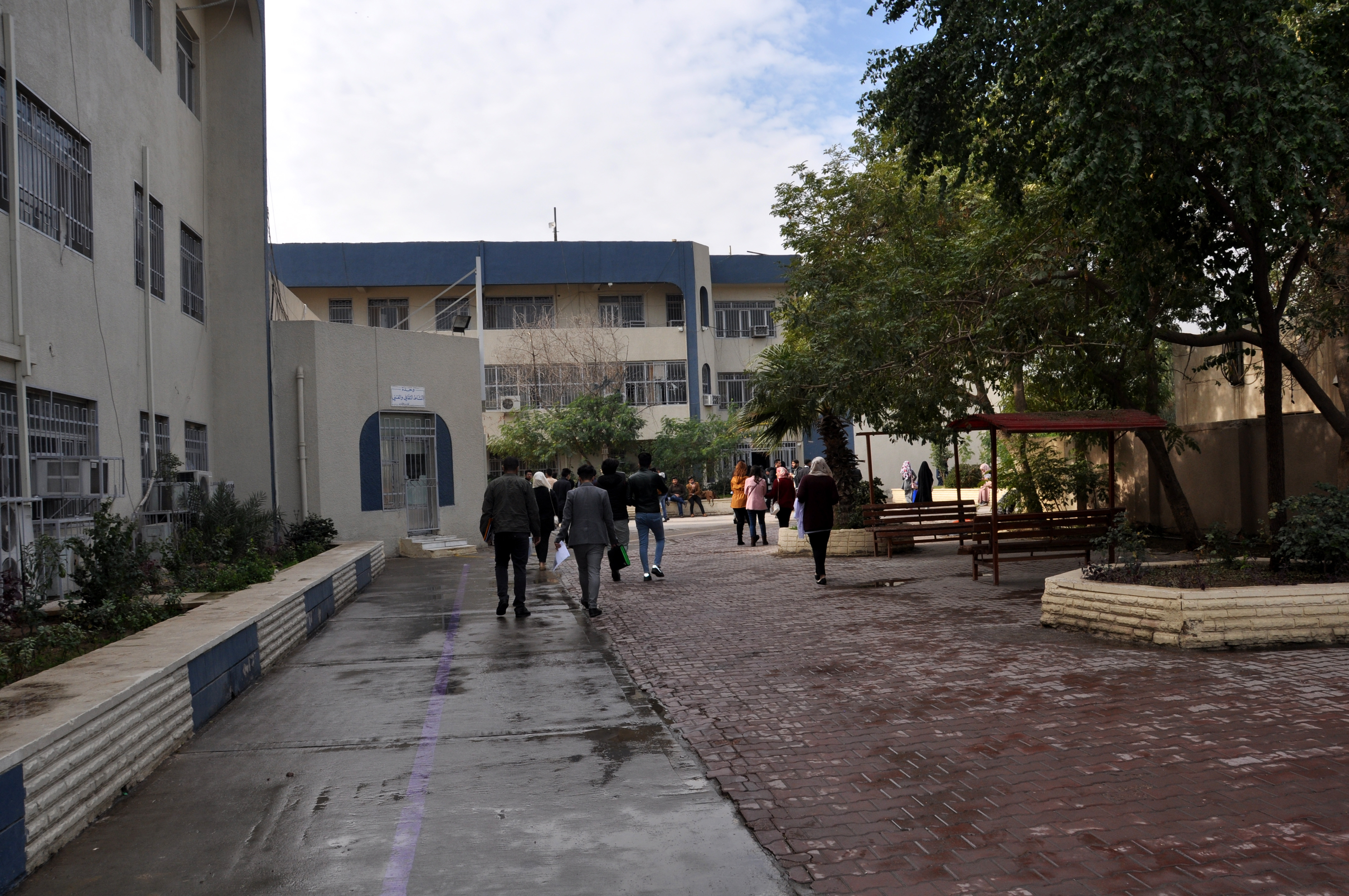
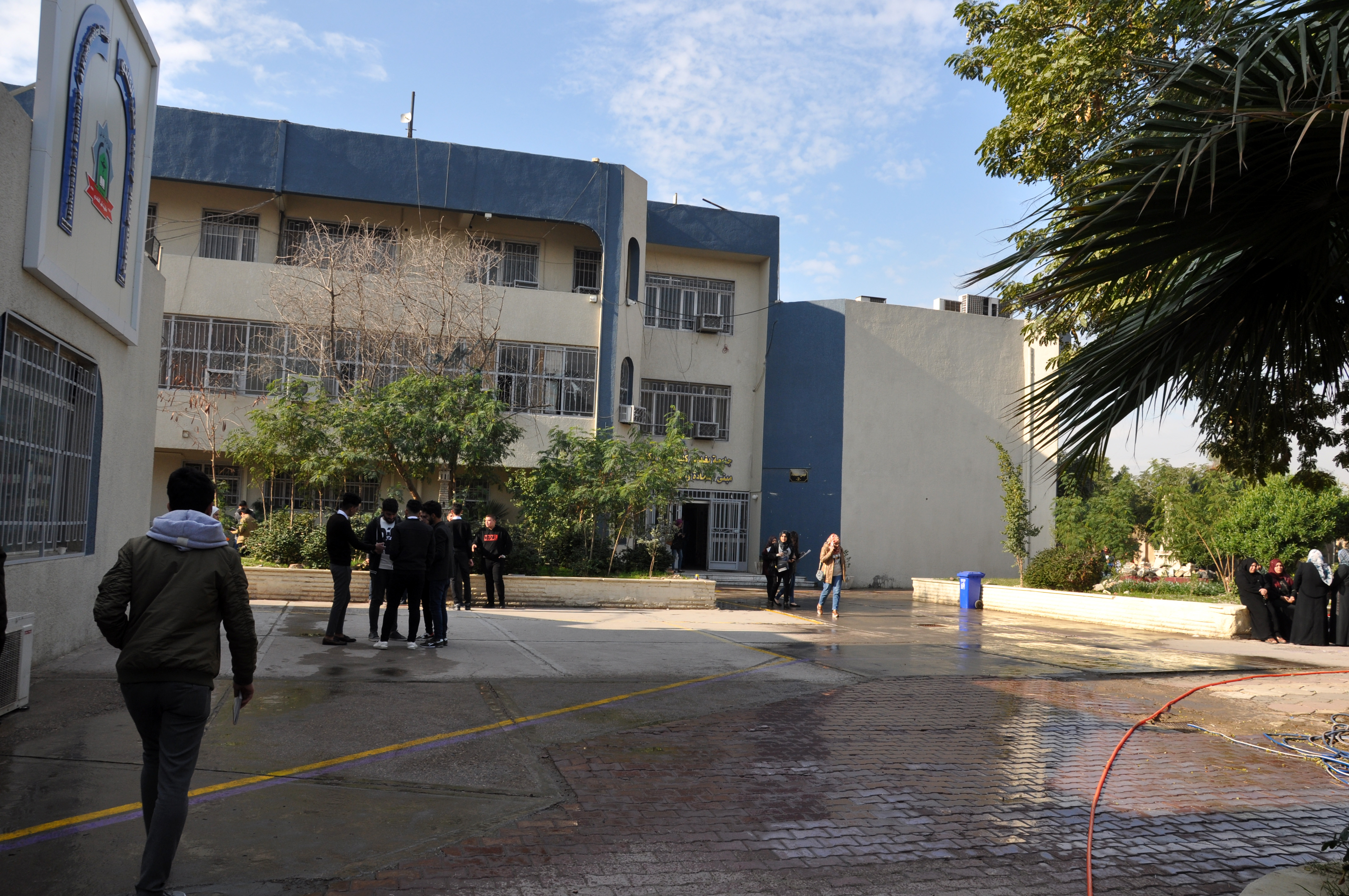
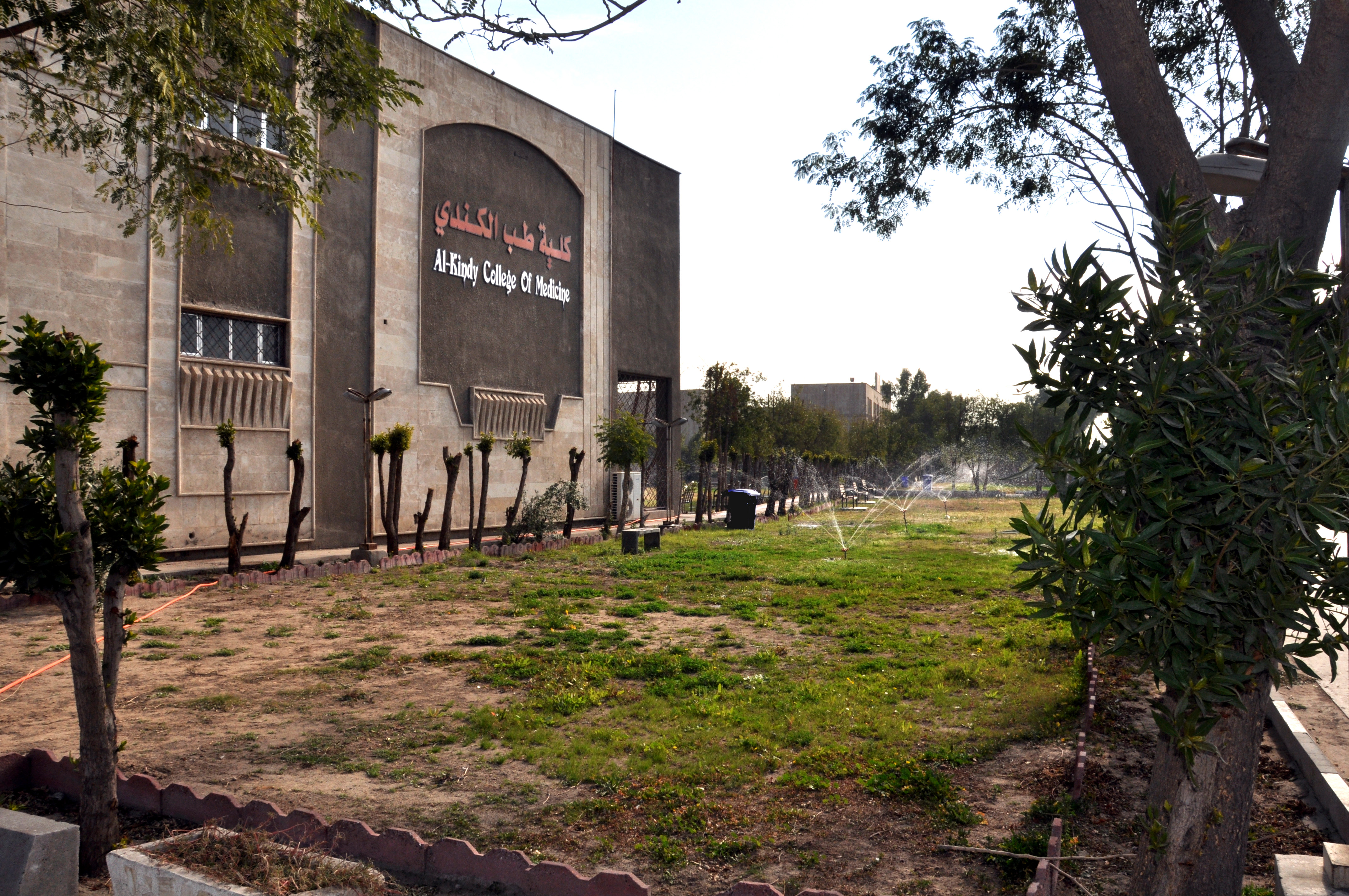
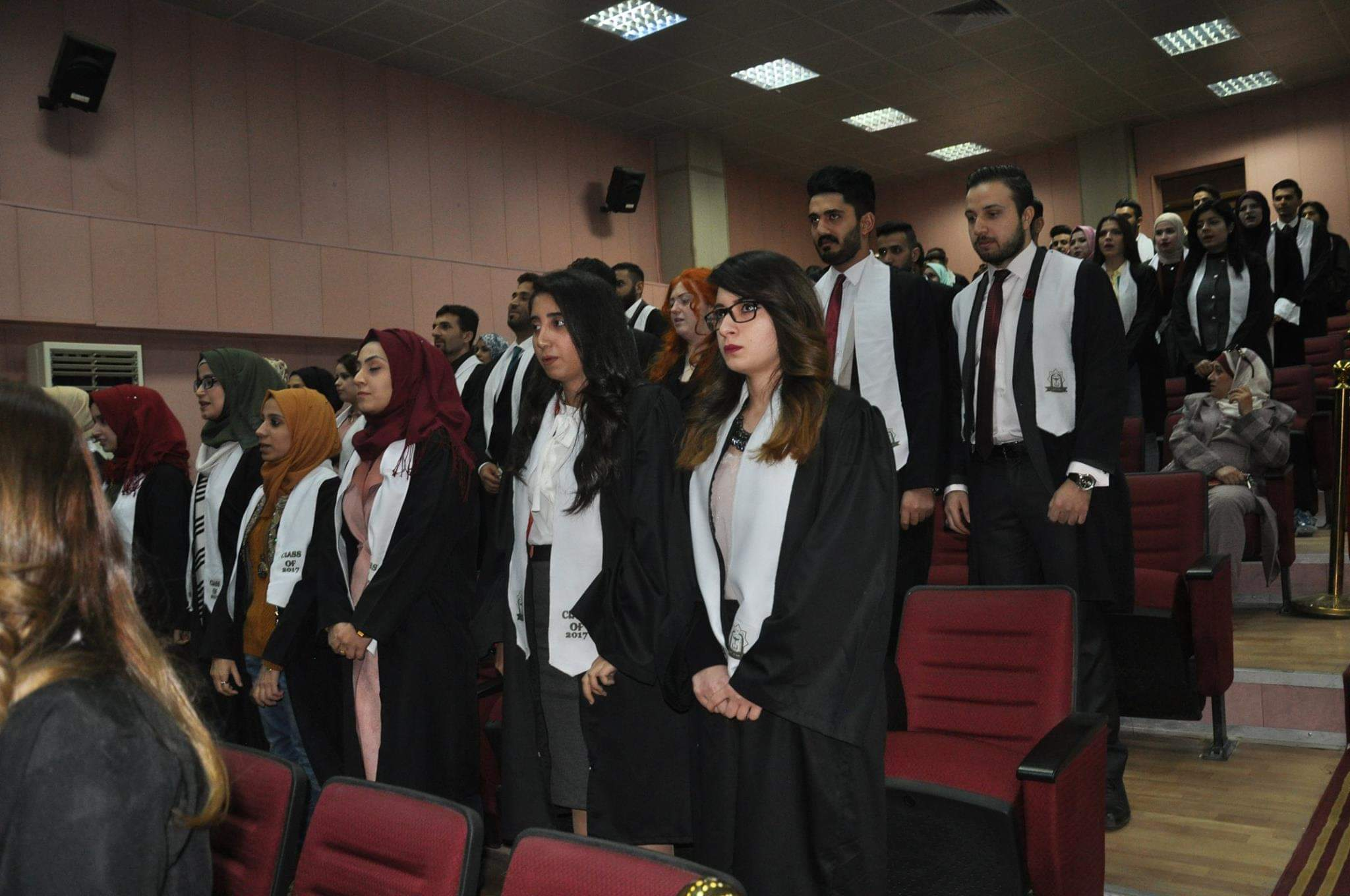
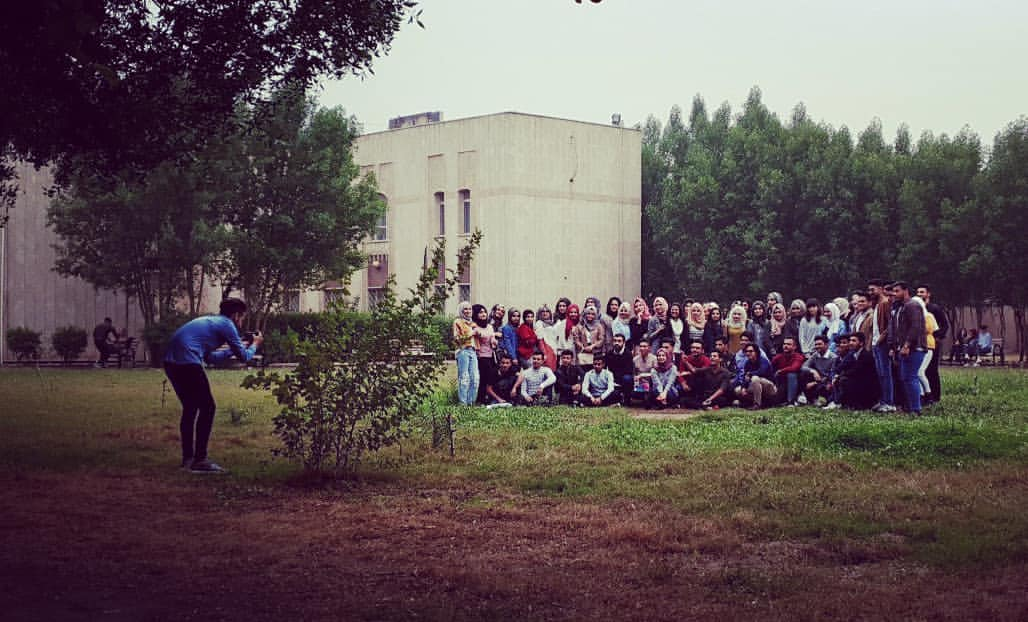
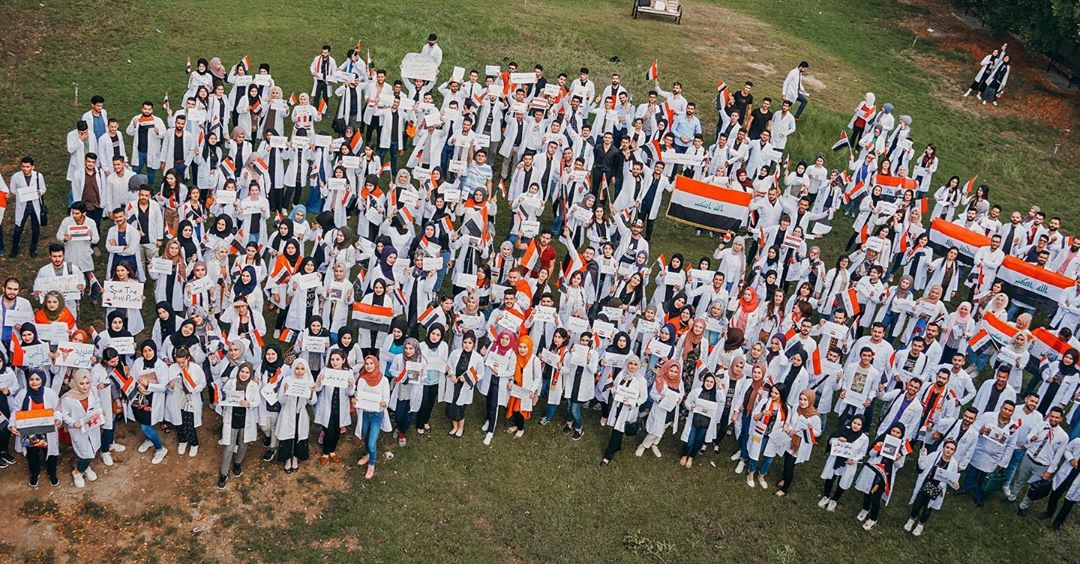
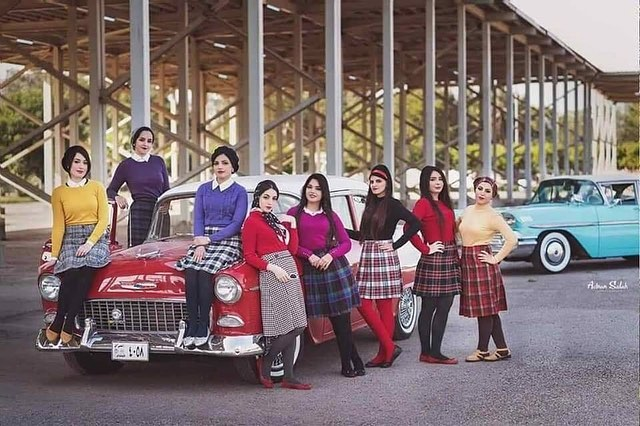
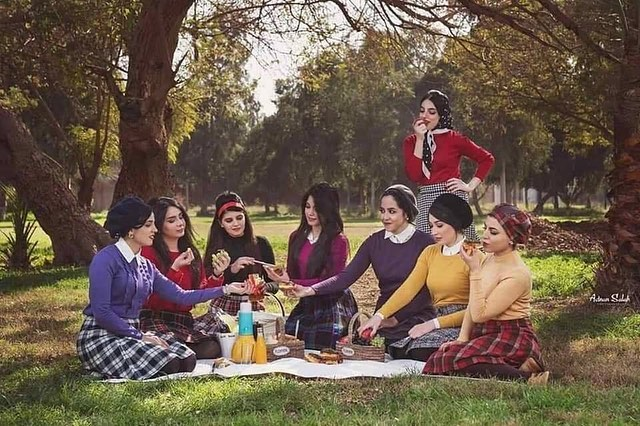
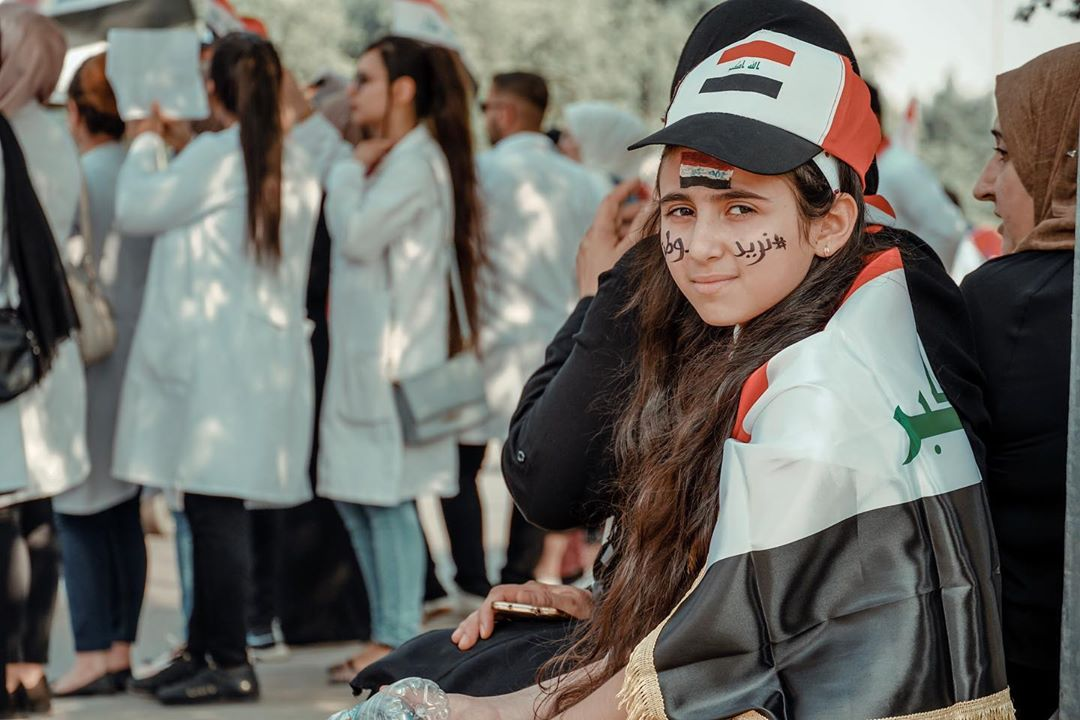
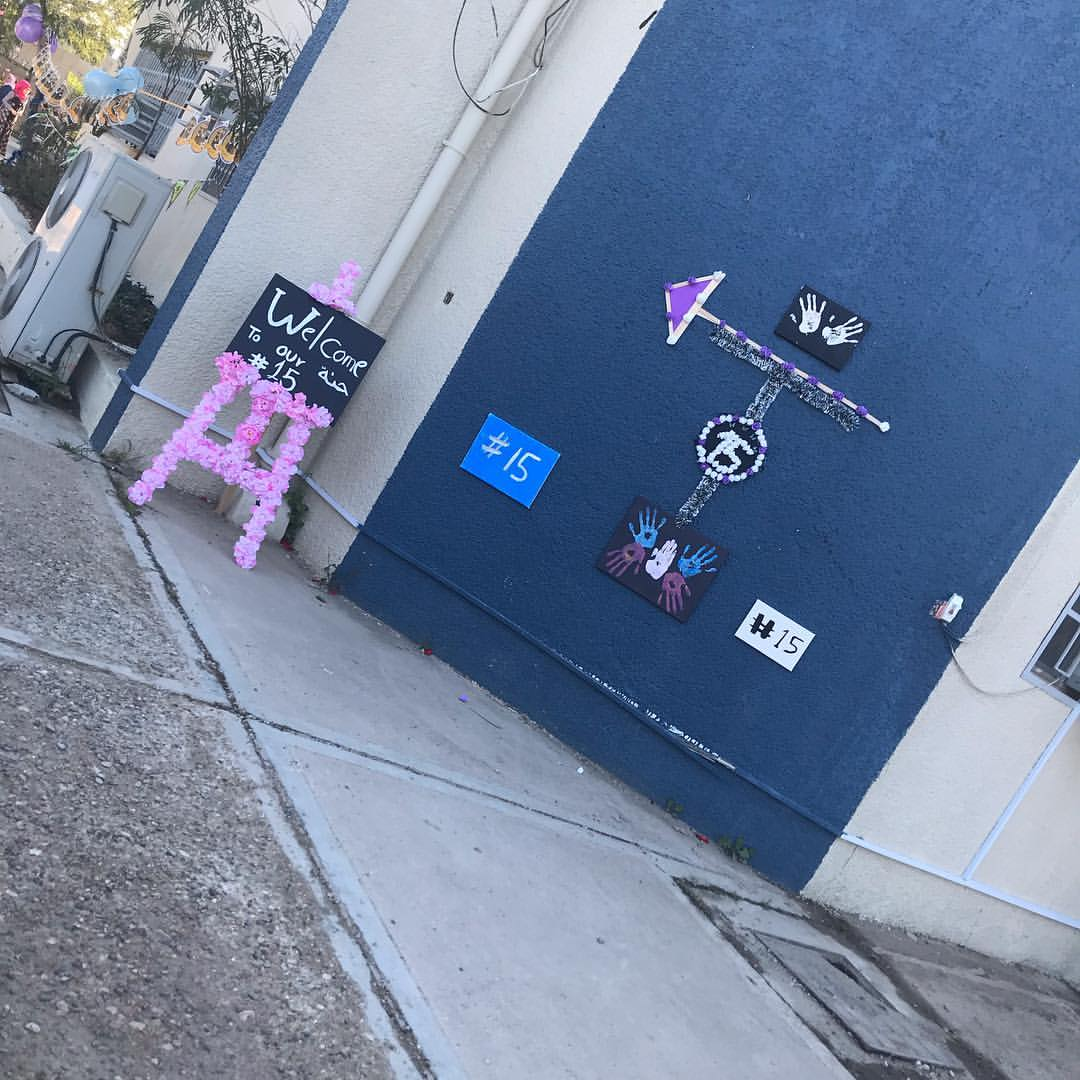
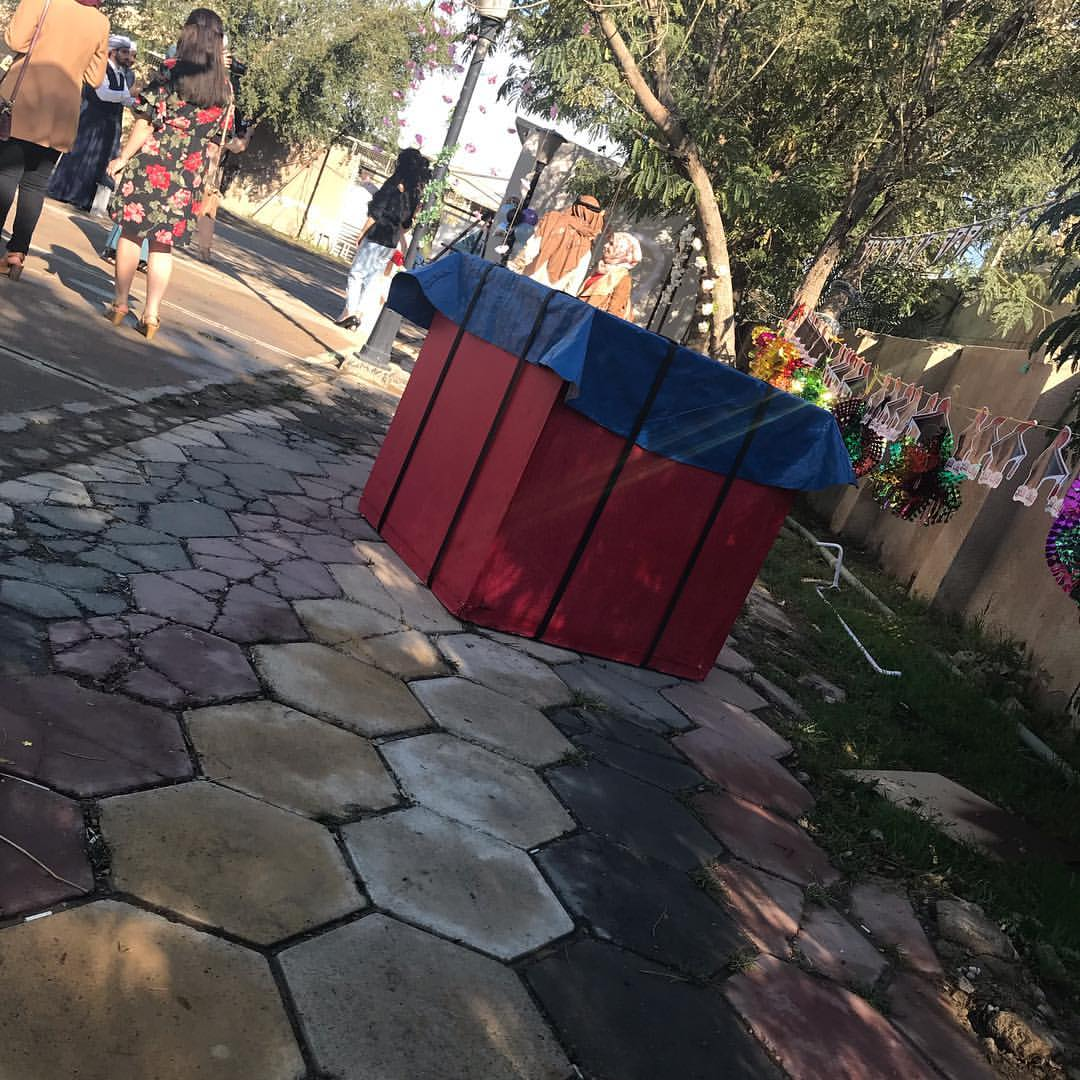
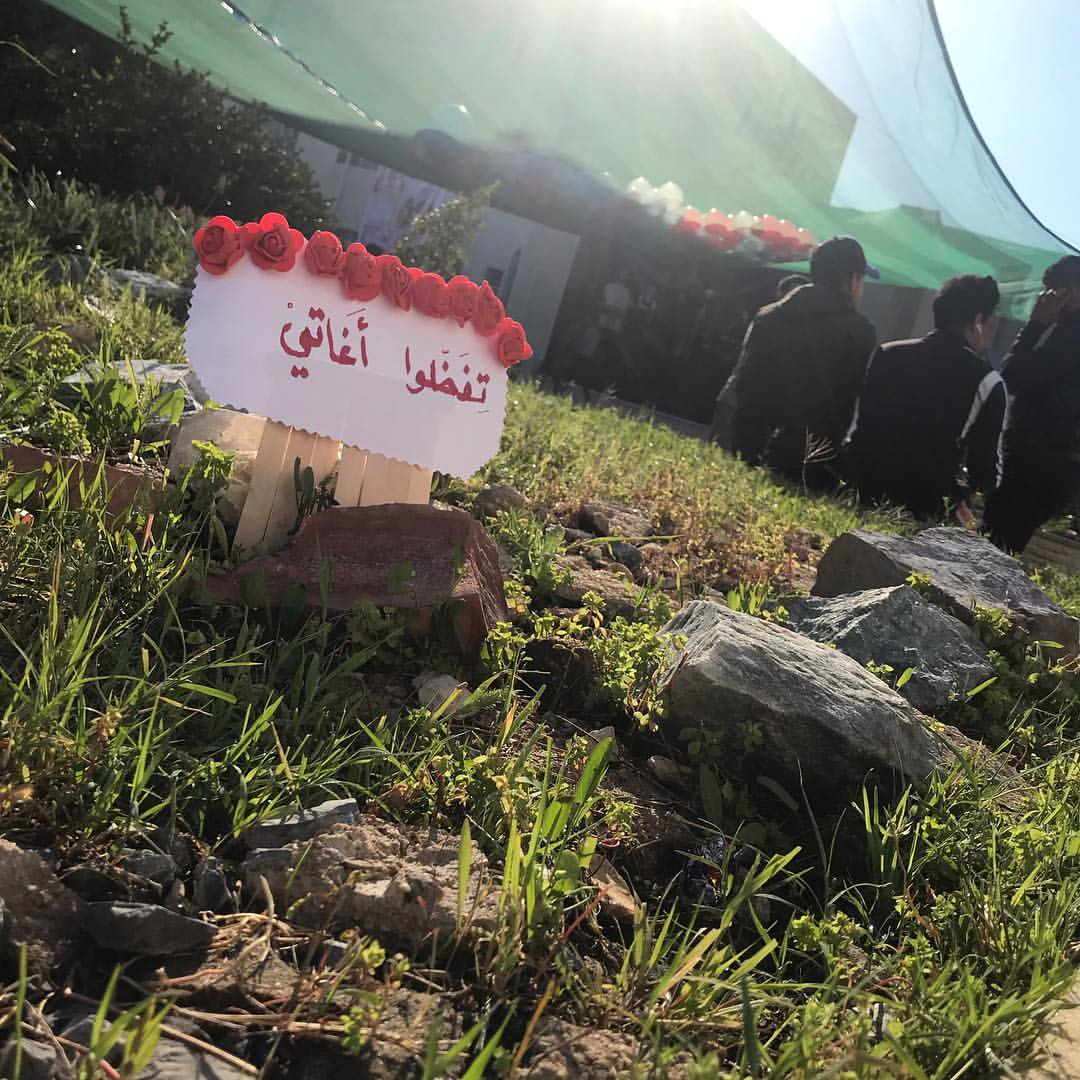

## وصلات خارجية
موقع الكلية الرسمي